# Pierrefitte-Nestalas
Pour les articles homonymes, voir Pierrefitte.
Pierrefitte-Nestalas est une commune française située dans le sud-ouest du département des Hautes-Pyrénées, en région Occitanie.
Sur le plan historique et culturel, la commune est dans la province du Lavedan, partie sud-occidentale de la Bigorre et constituée d'un ensemble de sept vallées en amont de la ville de Lourdes. Exposée à un climat de montagne, elle est drainée par le gave de Pau, le gave de Cauterets et par deux autres cours d'eau. Incluse dans le Parc national des Pyrénées, la commune possède un patrimoine naturel remarquable : un site Natura 2000 (les « gaves de Pau et de Cauterets (et gorge de Cauterets) ») et trois zones naturelles d'intérêt écologique, faunistique et floristique.
Pierrefitte-Nestalas est une commune rurale qui compte 1 101 habitants en 2022. Elle fait partie de l'aire d'attraction d'Argelès-Gazost.
Précédemment nommée « Nestalas », elle prend la dénomination de « Pierrefitte-Nestalas » en 1901.

## Géographie

### Localisation
La commune de Pierrefitte-Nestalas se trouve dans le département des Hautes-Pyrénées, en région Occitanie.
Elle se situe à 32 km à vol d'oiseau de Tarbes, préfecture du département, et à 5 km d'Argelès-Gazost, sous-préfecture.
Les communes les plus proches sont : 
Soulom (0,7 km), Uz (1,2 km), Adast (1,4 km), Villelongue (1,5 km), Beaucens (2,0 km), Saint-Savin (2,5 km), Artalens-Souin (2,6 km), Préchac (3,5 km).
Sur le plan historique et culturel, Pierrefitte-Nestalas fait partie de la province historique du Lavedan, partie sud-occidentale de la Bigorre et constitué d'un ensemble de sept vallées en amont de la ville de Lourdes. Historiquement, elle  fait partie de la province de Gascogne, et plus particulièrement du comté de Bigorre. La commune est dans le pays de rivière de Saint-Savin, de part et d’autre du gave de Cauterets.
Pierrefitte-Nestalas est limitrophe de six autres communes.
Les communes limitrophes sont Adast, Beaucens, Saint-Savin, Soulom, Uz et Villelongue.
| Saint-Savin | Adast                | Beaucens    |
| Uz          | Pierrefitte-Nestalas | Villelongue |
|             | Soulom               |             |

### Paysages et relief

Sélection de vues diverses
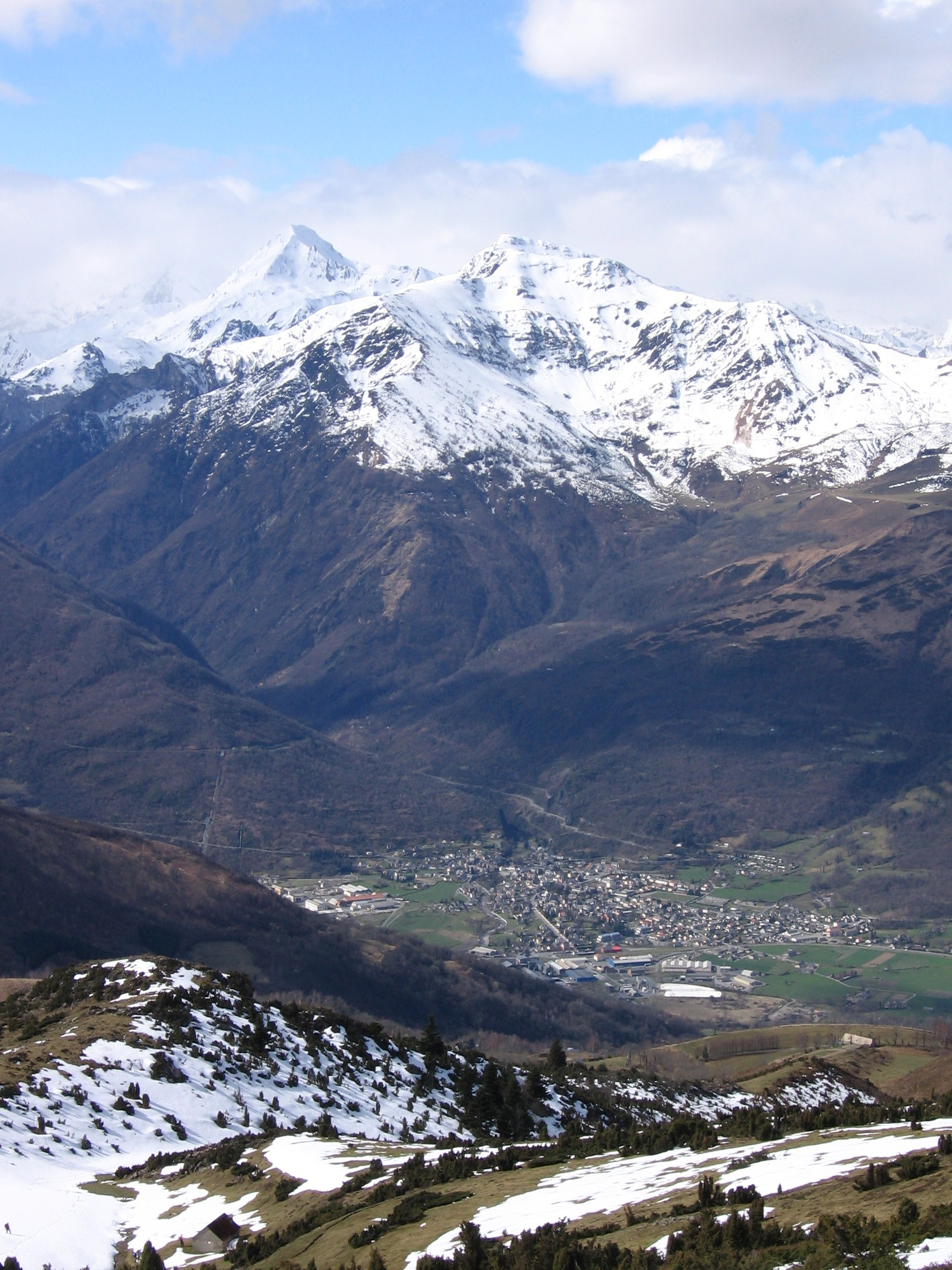
Pierrefitte-Nestalas vue depuis Hautacam.
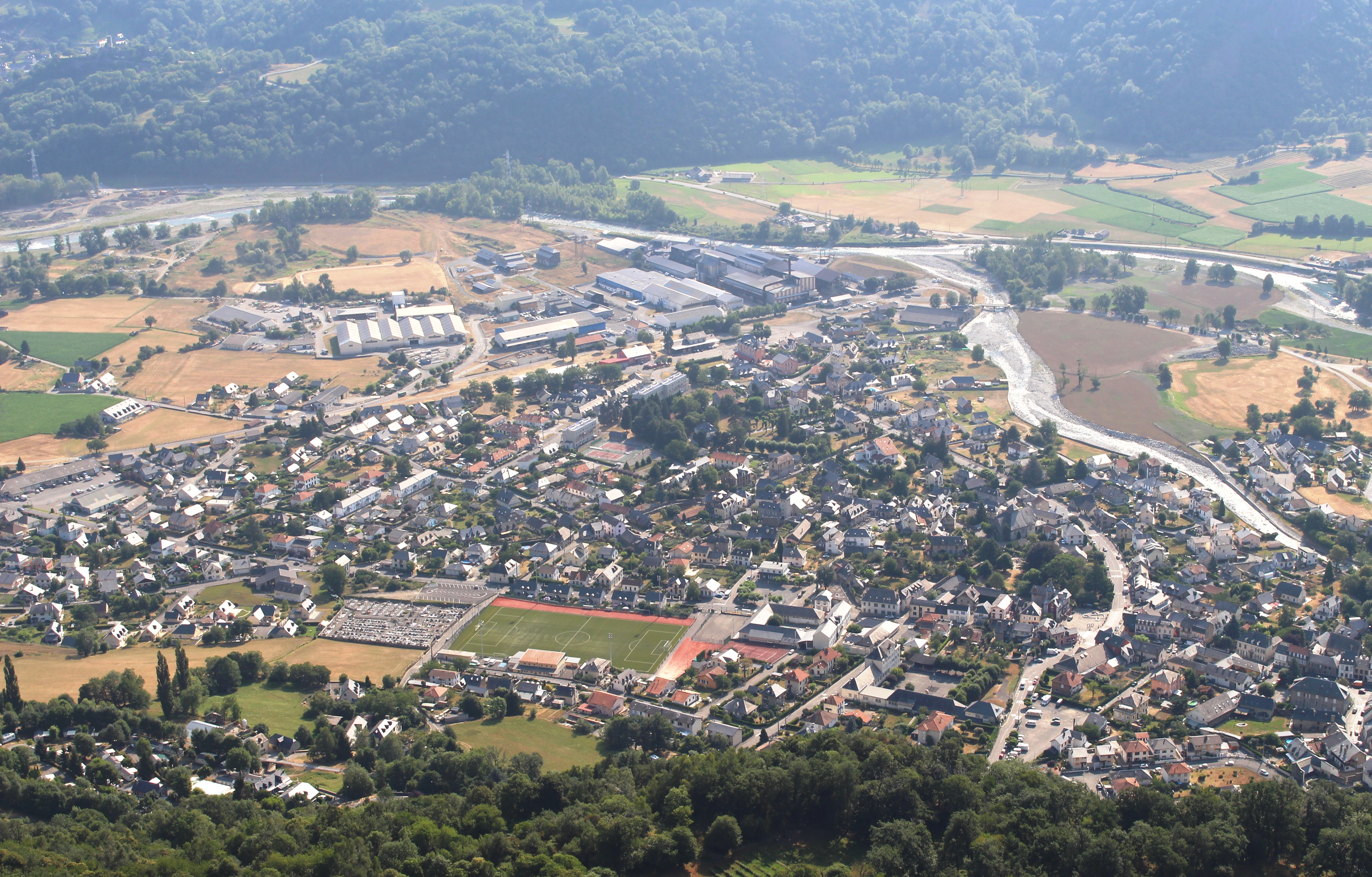
Vue en été.

### Hydrographie
La commune est dans le bassin de l'Adour, au sein du bassin hydrographique Adour-Garonne. Elle est drainée par le gave de Pau, le gave de Cauterets, un bras du Gave de Pau et le ruisseau de Batz, constituant un réseau hydrographique de 1 km de longueur totale,.
Le gave de Pau, d'une longueur totale de 192,8 km, prend sa source dans la commune de Gavarnie-Gèdre et s'écoule vers le nord-ouest. Il traverse la commune et se jette dans l'Adour à Saint-Loubouer, après avoir traversé 88 communes.
Le gave de Cauterets, d'une longueur totale de 26,3 km, prend sa source dans la commune de Cauterets et s'écoule vers le nord-est. Il traverse la commune et se jette dans le gave de Pau à Soulom, après avoir traversé 5 communes.

### Climat
Le climat qui caractérise la commune est qualifié, en 2010, de « climat des marges montargnardes », selon la typologie des climats de la France qui compte alors huit grands types de climats en métropole. En 2020, la commune ressort du type « climat de montagne » dans la classification établie par Météo-France, qui ne compte désormais, en première approche, que cinq grands types de climats en métropole. Pour ce type de climat, la température décroît rapidement en fonction de l'altitude. On observe une nébulosité minimale en hiver et maximale en été. Les vents et les précipitations varient notablement selon le lieu.
Les paramètres climatiques qui ont permis d’établir la typologie de 2010 comportent six variables pour les températures et huit pour les précipitations, dont les valeurs correspondent à la normale 1971-2000. Les sept principales variables caractérisant la commune sont présentées dans l'encadré ci-après.
| Paramètres climatiques communaux sur la période 1971-2000 - Moyenne annuelle de température : 11,8 °C - Nombre de jours avec une température inférieure à −5 °C : 3,3 j - Nombre de jours avec une température supérieure à 30 °C : 4,7 j - Amplitude thermique annuelle : 13,5 °C - Cumuls annuels de précipitation : 1 231 mm - Nombre de jours de précipitation en janvier : 10,8 j - Nombre de jours de précipitation en juillet : 9,7 j |

Avec le changement climatique, ces variables ont évolué. Une étude réalisée en 2014 par la Direction générale de l'Énergie et du Climat complétée par des études régionales prévoit en effet que la  température moyenne devrait croître et la pluviométrie moyenne baisser, avec toutefois de fortes variations régionales. Ces changements peuvent être constatés sur la station météorologique de Météo-France la plus proche, « Ayros-Arbouix », sur la commune d'Ayros-Arbouix, mise en service en 1982 et qui se trouve à 5 km à vol d'oiseau,, où la température moyenne annuelle est de 12,7 °C et la hauteur de précipitations de 1 031,4 mm pour la période 1981-2010.
Sur la station météorologique historique la plus proche, « Tarbes-Lourdes-Pyrénées », sur la commune d'Ossun, mise en service en 1946 et à 25 km, la température moyenne annuelle évolue de 12,2 °C pour la période 1971-2000, à 12,6 °C pour 1981-2010, puis à 12,9 °C pour 1991-2020.

### Milieux naturels et biodiversité

#### Espaces protégés
La protection réglementaire est le mode d’intervention le plus fort pour préserver des espaces naturels remarquables et leur biodiversité associée,.
Dans ce cadre, la commune fait partie de l'aire d'adhésion du Parc National des Pyrénées. Ce  parc national, créé en 1967, abrite une faune riche et spécifique particulièrement intéressante : importantes populations d’isards, colonies de marmottes réimplantées avec succès, grands rapaces tels le Gypaète barbu, le Vautour fauve, le Percnoptère d’Égypte ou l’Aigle royal, le Grand tétras et le discret Desman des Pyrénées qui constitue l’exemple type de ce précieux patrimoine confié au Parc national et aussi l'Ours des Pyrénées,,.

#### Réseau Natura 2000

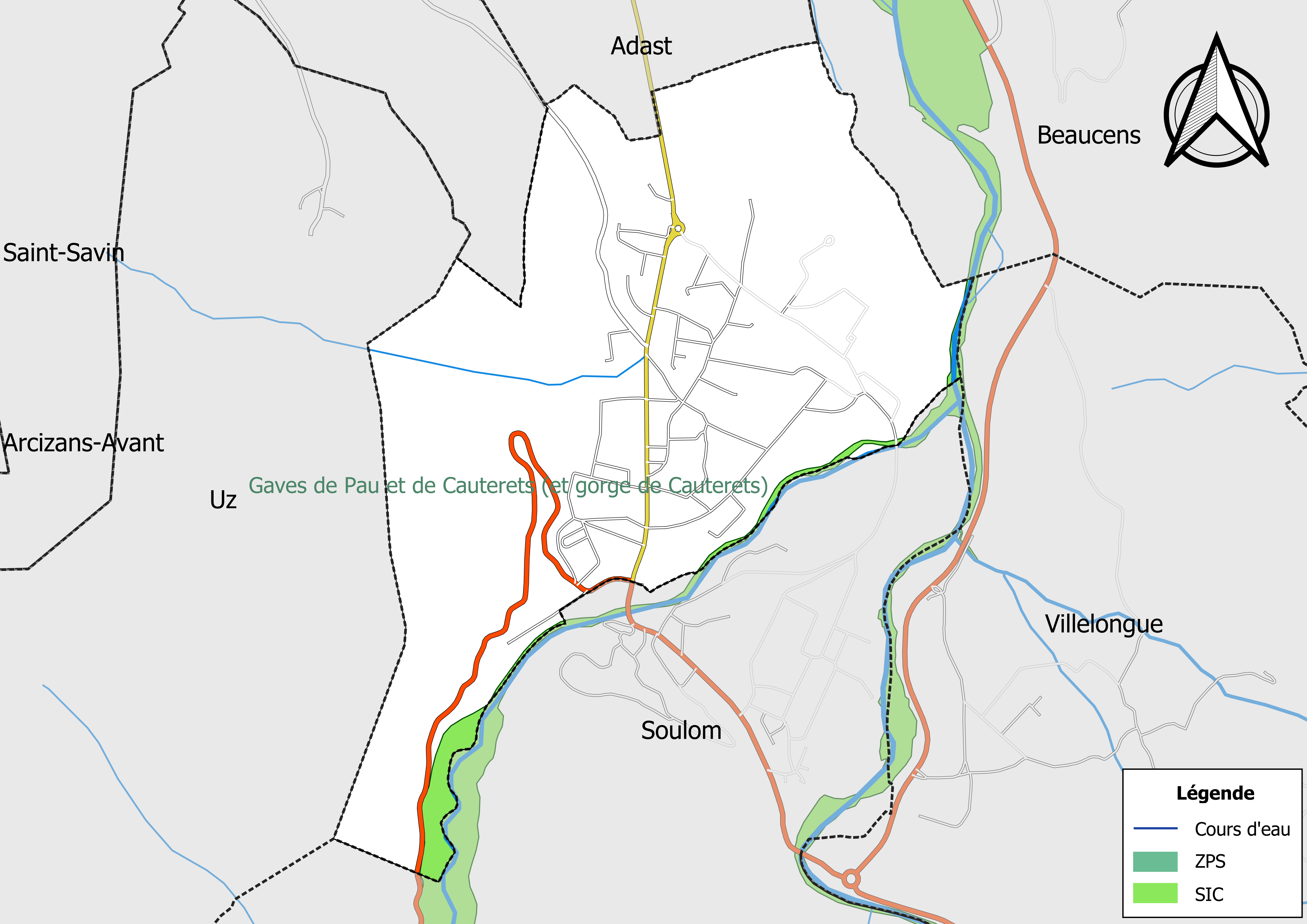
Site Natura 2000 sur le territoire communal.

Le réseau Natura 2000 est un réseau écologique européen de sites naturels d'intérêt écologique élaboré à partir des directives habitats et oiseaux, constitué de zones spéciales de conservation (ZSC) et de zones de protection spéciale (ZPS).
Un site Natura 2000 a été défini sur la commune au titre de la directive habitats : les « gaves de Pau et de Cauterets (et gorge de Cauterets) », d'une superficie de 482 ha, sont un site est localisé sur deux domaines biogéographiques : 42 % pour le domaine atlantique et 58 % pour le domaine alpin. Il sconstituent des réseaux linéaires sélectionnés pour leurs capacités d'accueil du saumon Salmo salar.

#### Zones naturelles d'intérêt écologique, faunistique et floristique
L’inventaire des zones naturelles d'intérêt écologique, faunistique et floristique (ZNIEFF) a pour objectif de réaliser une couverture des zones les plus intéressantes sur le plan écologique, essentiellement dans la perspective d’améliorer la connaissance du patrimoine naturel national et de fournir aux différents décideurs un outil d’aide à la prise en compte de l’environnement dans l’aménagement du territoire.
Deux ZNIEFF de type 1 sont recensées sur la commune :
le « Gave d'Azun, ruisseau du Bergons et Gave de Lourdes » (437 ha), couvrant 31 communes dont deux dans les Pyrénées-Atlantiques et 29 dans les Hautes-Pyrénées et 
les « massifs du Cabaliros et du Moun Né » (7 764 ha), couvrant 11 communes du département
et une ZNIEFF de type 2, : 
le « val d'Azun et haute vallée du Gave de Cauterets » (35 378 ha), couvrant 22 communes dont une dans les Pyrénées-Atlantiques et 21 dans les Hautes-Pyrénées.

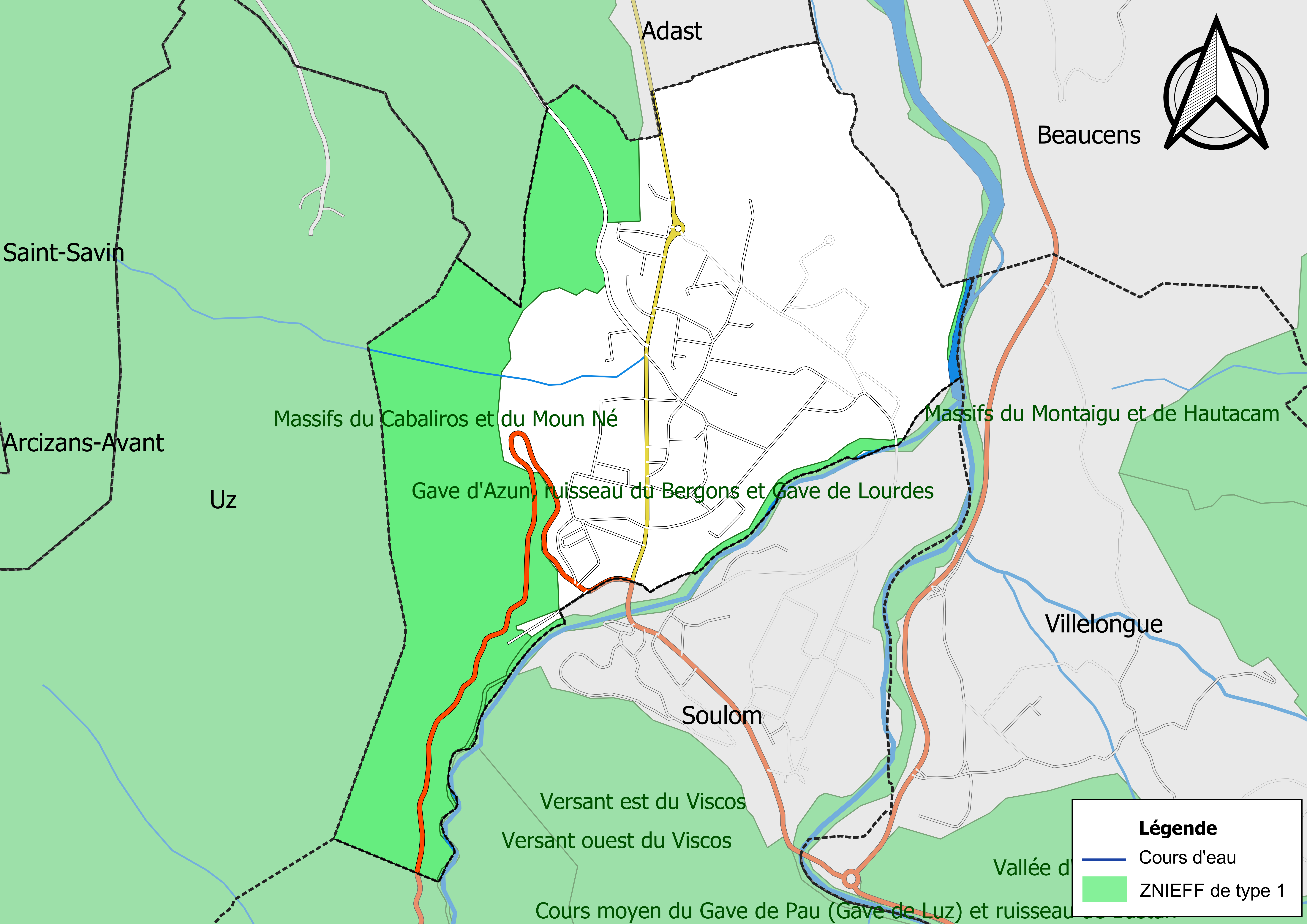
Carte des ZNIEFF de type 1 sur la commune.
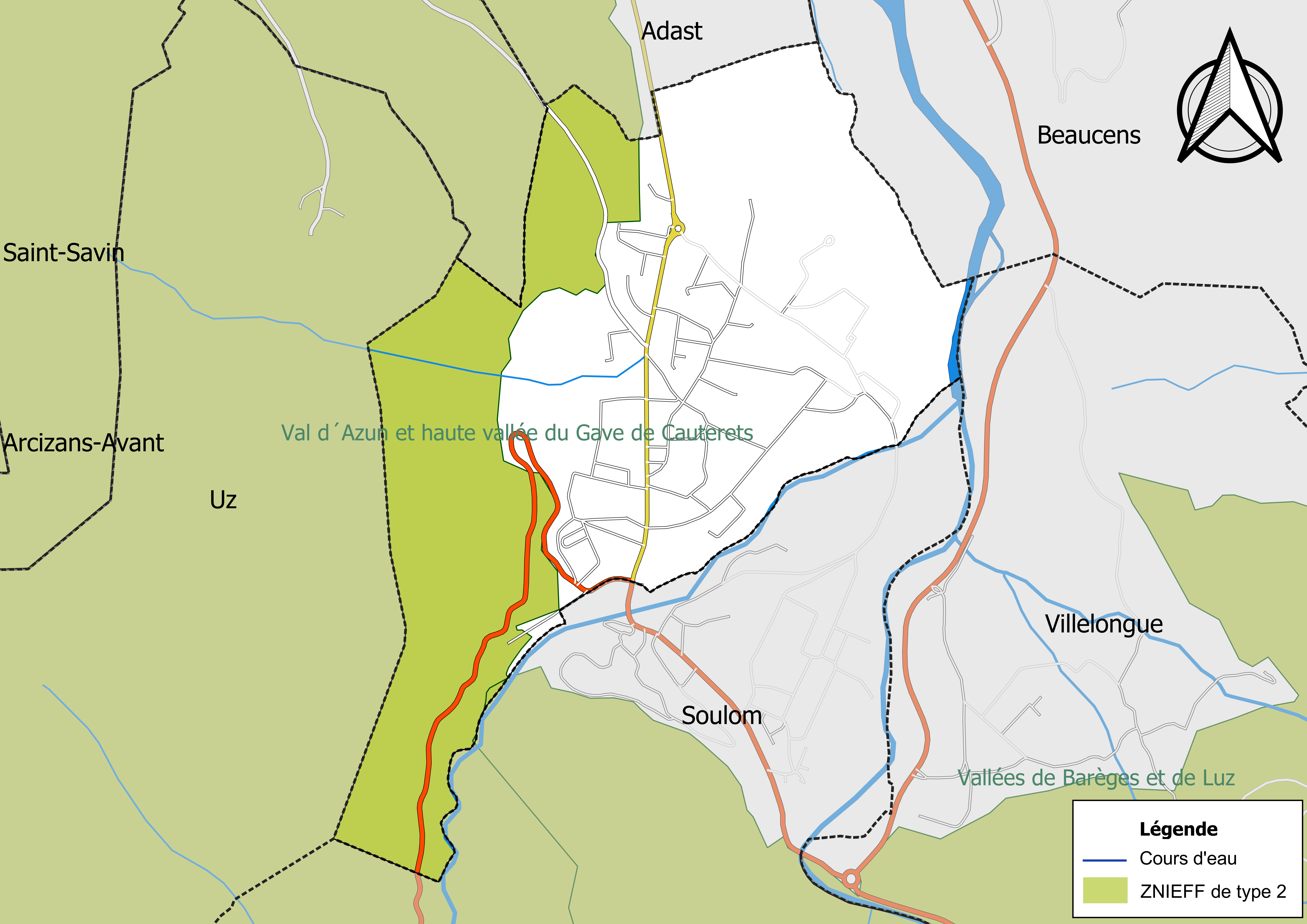
Carte de la ZNIEFF de type 2 sur la commune.

## Urbanisme

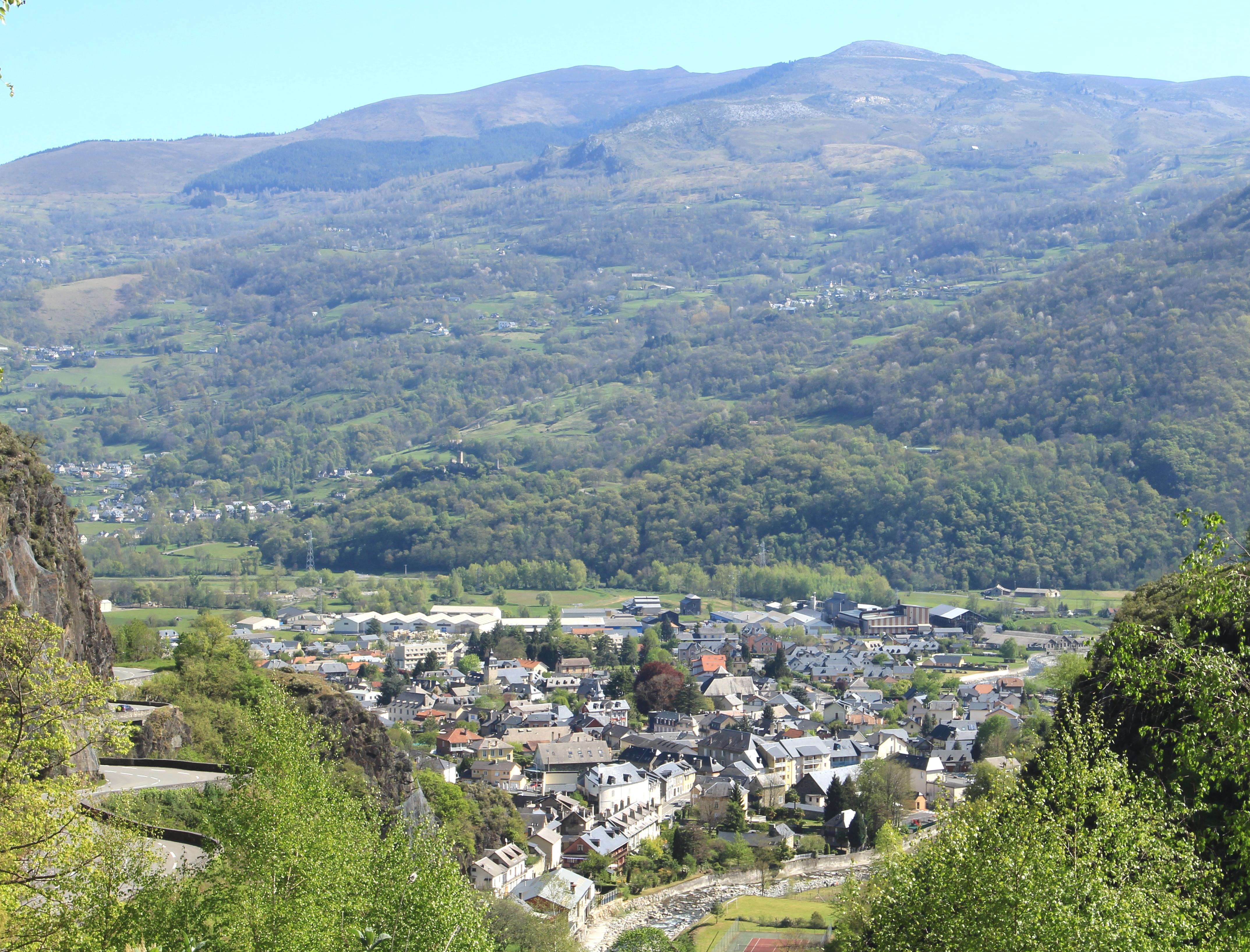
Vue du village.

### Typologie
Au 1er janvier 2024, Pierrefitte-Nestalas est catégorisée bourg rural, selon la nouvelle grille communale de densité à sept niveaux définie par l'Insee en 2022.
Elle est située hors unité urbaine. Par ailleurs la commune fait partie de l'aire d'attraction d'Argelès-Gazost, dont elle est une commune de la couronne,. Cette aire, qui regroupe 19 communes, est catégorisée dans les aires de moins de 50 000 habitants,.

### Occupation des sols
L'occupation des sols de la commune, telle qu'elle ressort de la base de données européenne d’occupation biophysique des sols Corine Land Cover (CLC), est marquée par l'importance des territoires artificialisés (47,3 % en 2018), une proportion sensiblement équivalente à celle de 1990 (46,8 %). La répartition détaillée en 2018 est la suivante : 
zones urbanisées (34,5 %), forêts (28,6 %), zones agricoles hétérogènes (14,3 %), zones industrielles ou commerciales et réseaux de communication (12,7 %), prairies (9,8 %).
L'IGN met par ailleurs à disposition un outil en ligne permettant de comparer l’évolution dans le temps de l’occupation des sols de la commune (ou de territoires à des échelles différentes). Plusieurs époques sont accessibles sous forme de cartes ou photos aériennes : la carte de Cassini (XVIIIe siècle), la carte d'état-major (1820-1866) et la période actuelle (1950 à aujourd'hui).

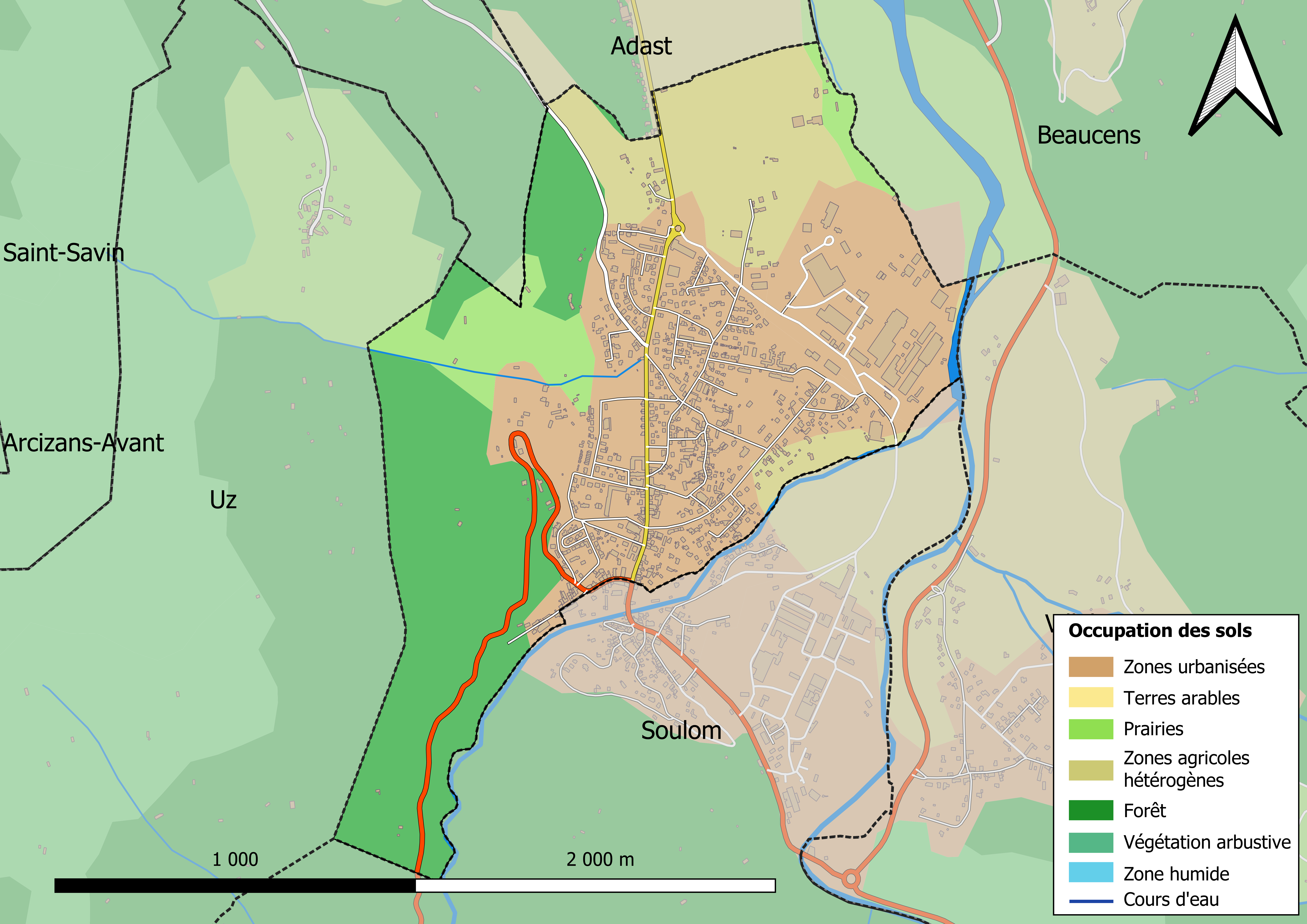
Carte des infrastructures et de l'occupation des sols en 2018 (CLC) de la commune.
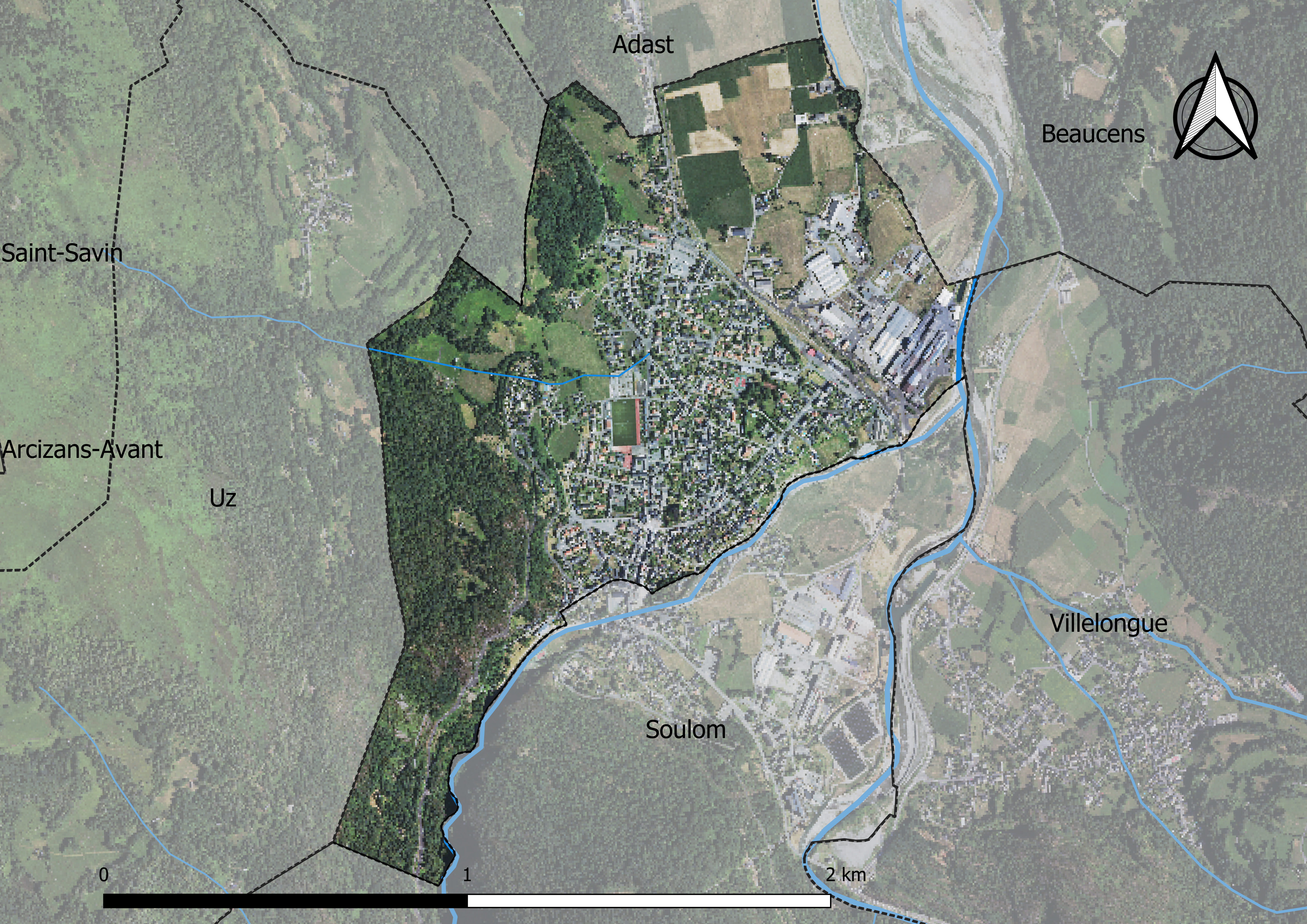
Carte orthophotogrammétrique de la commune.

### Voies de communication et transports
Cette commune est desservie par la route départementale D 921 (ancienne N 21) et par la route départementale D 13.

### Risques majeurs
Le territoire de la commune de Pierrefitte-Nestalas est vulnérable à différents aléas naturels : météorologiques (tempête, orage, neige, grand froid, canicule ou sécheresse), inondations, feux de forêts, mouvements de terrains et séisme (sismicité moyenne). Il est également exposé à un risque technologique, le transport de matières dangereuses, et à un risque particulier : le risque de radon. Un site publié par le BRGM permet d'évaluer simplement et rapidement les risques d'un bien localisé soit par son adresse soit par le numéro de sa parcelle.

#### Risques naturels
Certaines parties du territoire communal sont susceptibles d’être affectées par le risque d’inondation par débordement de cours d'eau, notamment le gave de Pau et le gave de Cauterets. La cartographie des zones inondables en ex-Midi-Pyrénées réalisée dans le cadre du XIe Contrat de plan État-région, visant à informer les citoyens et les décideurs sur le risque d’inondation, est accessible sur le site de la DREAL Occitanie. La commune a été reconnue en état de catastrophe naturelle au titre des dommages causés par les inondations et coulées de boue survenues en 1982, 1999, 2009, 2012, 2013 et 2020,.
Pierrefitte-Nestalas est exposée au risque de feu de forêt. Un plan départemental de protection des forêts contre les incendies a été approuvé par arrêté préfectoral le 21 avril 2020 pour la période 2020-2029. Le précédent couvrait la période 2007-2017. L’emploi du feu est régi par deux types de réglementations. D’abord le code forestier et l’arrêté préfectoral du 27 octobre 2014, qui réglementent l’emploi du feu à moins de 200 m des espaces naturels combustibles sur l’ensemble du département. Ensuite celle établie dans le cadre de la lutte contre la pollution de l’air, qui interdit le brûlage des déchets verts des particuliers. L’écobuage est quant à lui réglementé dans le cadre de commissions locales d’écobuage (CLE).

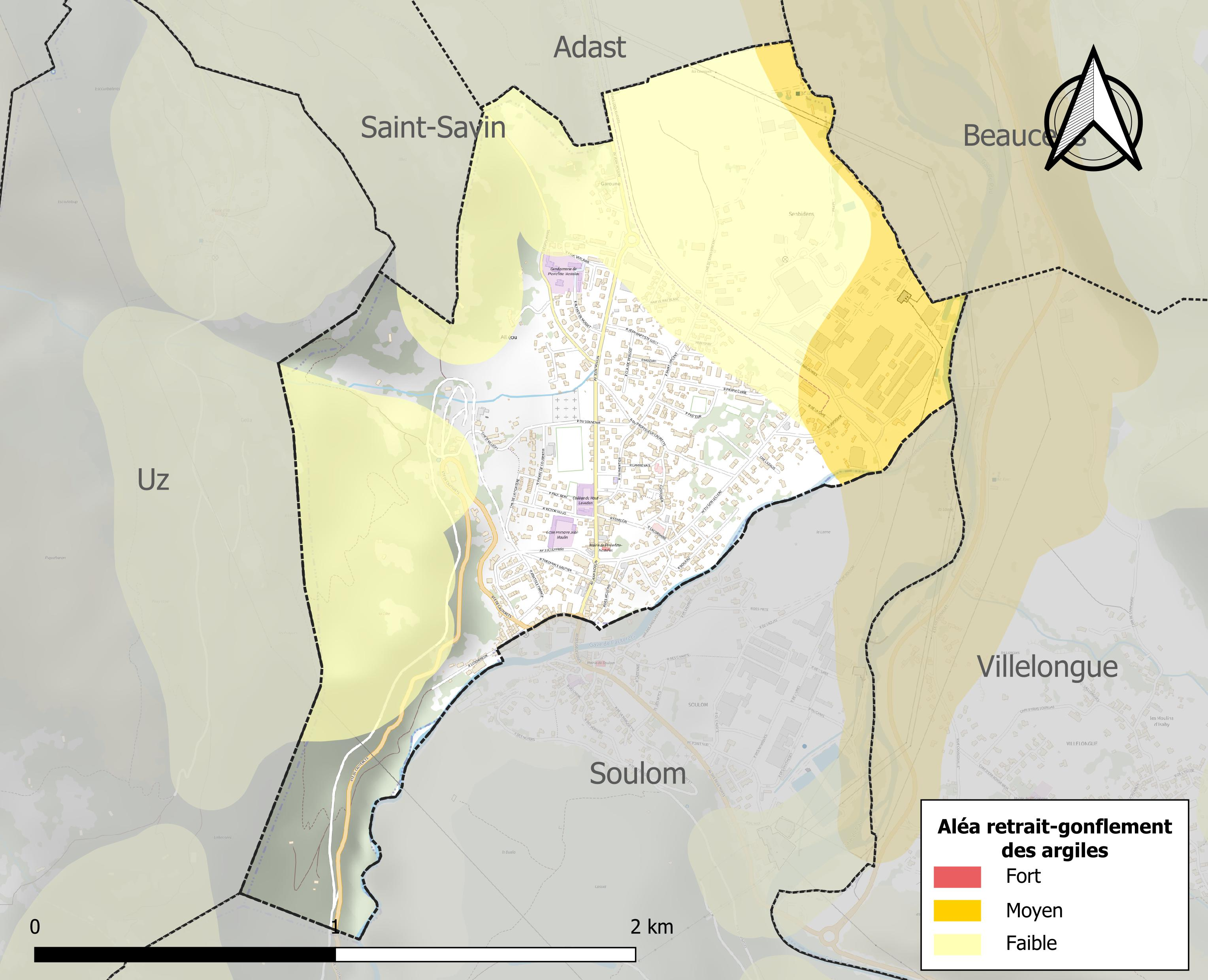
Carte des zones d'aléa retrait-gonflement des sols argileux de Pierrefitte-Nestalas.

Les mouvements de terrains susceptibles de se produire sur la commune sont des mouvements de sols liés à la présence d'argile et des tassements différentiels.
Le retrait-gonflement des sols argileux est susceptible d'engendrer des dommages importants aux bâtiments en cas d’alternance de périodes de sécheresse et de pluie. 10,2 % de la superficie communale est en aléa moyen ou fort (44,5 % au niveau départemental et 48,5 % au niveau national). Sur les 425 bâtiments dénombrés sur la commune en 2019, 7 sont en aléa moyen ou fort, soit 2 %, à comparer aux 75 % au niveau départemental et 54 % au niveau national. Une cartographie de l'exposition du territoire national au retrait gonflement des sols argileux est disponible sur le site du BRGM,.
Par ailleurs, afin de mieux appréhender le risque d’affaissement de terrain, l'inventaire national des cavités souterraines permet de localiser celles situées sur la commune.
Concernant les mouvements de terrains, la commune a été reconnue en état de catastrophe naturelle au titre des dommages causés par des mouvements de terrain en 1992, 1999, 2005 et 2013.

#### Risque technologique
Le risque de transport de matières dangereuses sur la commune est lié à sa traversée par une route à fort trafic et une canalisation de transport d'hydrocarbures. Un accident se produisant sur de telles infrastructures est susceptible d’avoir des effets graves sur les biens, les personnes ou l'environnement, selon la nature du matériau transporté. Des dispositions d’urbanisme peuvent être préconisées en conséquence.

#### Risque particulier
Dans plusieurs parties du territoire national, le radon, accumulé dans certains logements ou autres locaux, peut constituer une source significative d’exposition de la population aux rayonnements ionisants. Certaines communes du département sont concernées par le risque radon à un niveau plus ou moins élevé. Selon la classification de 2018, la commune de Pierrefitte-Nestalas est classée en zone 3, à savoir zone à potentiel radon significatif.

## Toponymie

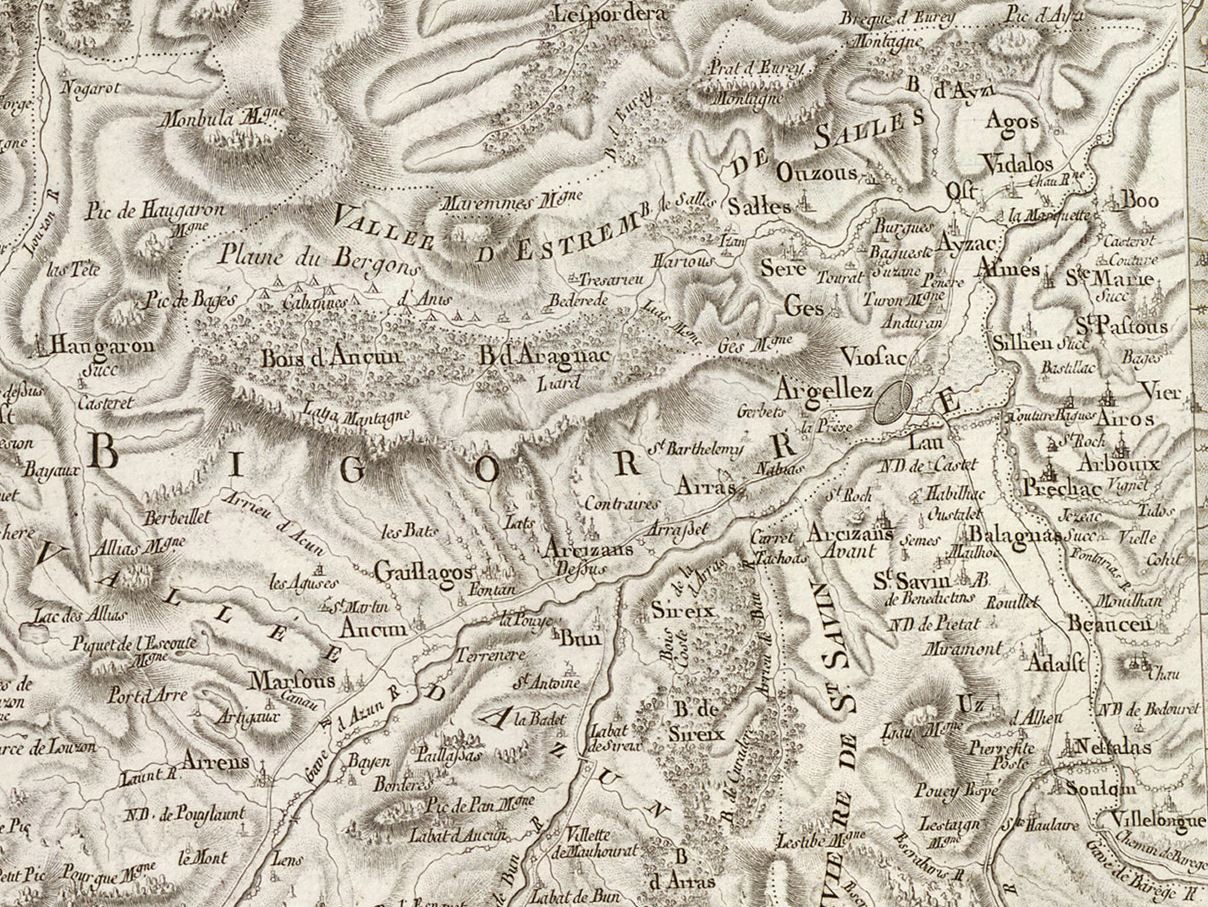
Extrait de la carte de Cassini (entre 1756 et 1789) situant Pierrefitte-Nestalas au sud d'Argelès-Gazost.

Pierrefitte : Pierrefitte est issu du latin petra ficta, « pierre fichée, plantée ». Ce toponyme peut être l'évocation d'une borne milliaire. Composé de l'occitan pèira qui veut dire « pierre » et hitte qui était la délimitation d'un domaine seigneurial, ici celui d'Argelès-Gazost.
Nestalas : signifie qui est la jonction des nestes, c'est-à-dire des ruisseaux des montagnes.
Nom occitan : Pèirafita - Nestalàs.

## Histoire
La commune de Nestalas, canton et arrondissement d'Argelès-Gazost dans le département des Hautes-Pyrénées, est autorisée, à prendre la dénomination de « Pierrefitte-Nestalas », par le décret du 11 novembre 1901.

### Tendances politiques et résultats

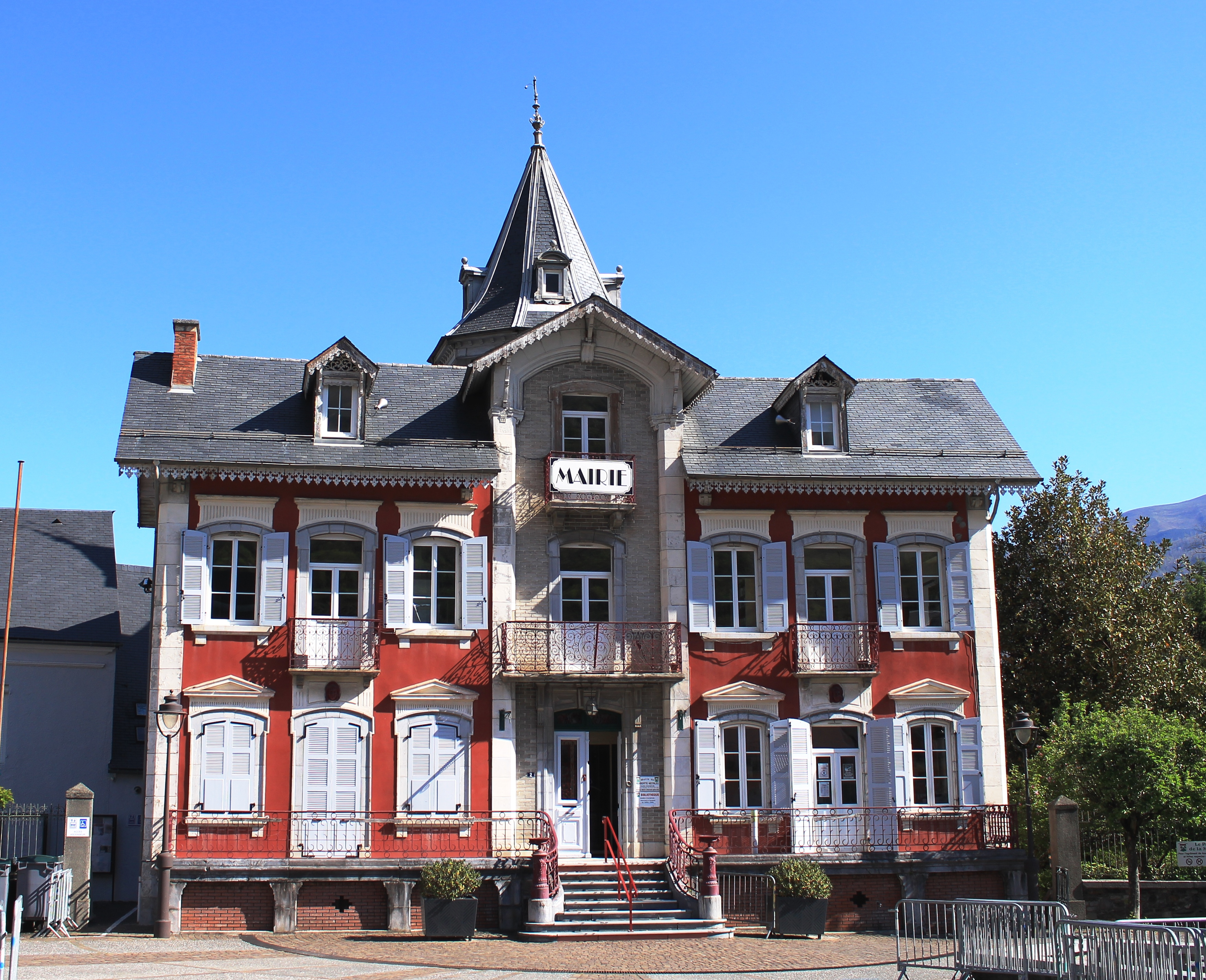
La mairie en 2021.

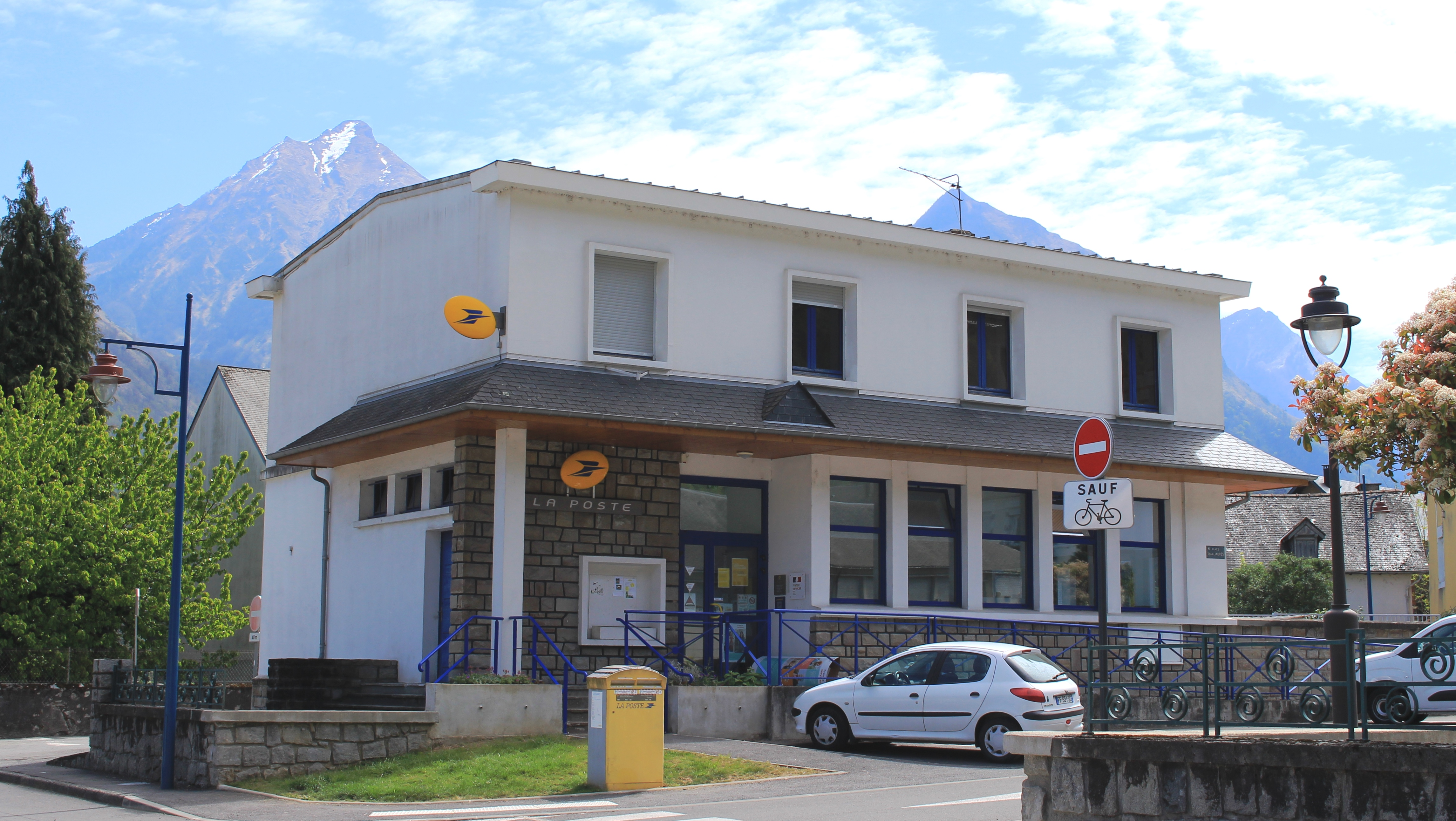
La Poste en 2021.

## Politique et administration

### Liste des maires
| Période                                  | Période                     | Identité              | Étiquette        | Qualité |
| ---------------------------------------- | --------------------------- | --------------------- | ---------------- | --- |
| Les données manquantes sont à compléter. |                             |                       |                  | |
|                                          |                             |                       |                  | |
| 1965                                     | mars 1977                   | Raymond Buisan        |                  | |
| mars 1977                                | 1988                        | René Pujo             | DVG              | |
| 1988                                     | mars 2001                   | Louis Gaye            | sympathisant PRG | |
| mars 2001                                | En cours (au 1er juin 2020) | Noël Pereira da Cunha | PRG              | Président de la communauté de communes de la Vallée de Saint-Savin 2012-2017 Président de la communauté de communes Pyrénées Vallées des Gaves depuis 2017 |

### Rattachements administratifs et électoraux

#### Intercommunalité
Pierrefitte-Nestalas fait partie de la communauté de communes de la Vallée de Saint-Savin, créée en décembre 1997, qui réunit sept communes.

### Services publics
La commune de Pierrefitte-Nestalas dispose d'une agence postale.

## Population et société

### Démographie

#### Évolution démographique
L'évolution du nombre d'habitants est connue à travers les recensements de la population effectués dans la commune depuis 1793. Pour les communes de moins de 10 000 habitants, une enquête de recensement portant sur toute la population est réalisée tous les cinq ans, les populations de référence des années intermédiaires étant quant à elles estimées par interpolation ou extrapolation. Pour la commune, le premier recensement exhaustif entrant dans le cadre du nouveau dispositif a été réalisé en 2007.

En 2022, la commune comptait 1 101 habitants, en évolution de −4,68 % par rapport à 2016 (Hautes-Pyrénées : +1,59 %, France hors Mayotte : +2,11 %).
| 1793 | 1800 | 1806 | 1821 | 1831 | 1836 | 1841 | 1846 | 1851 |
| ---- | ---- | ---- | ---- | ---- | ---- | ---- | ---- | ---- |
| 503  | 443  | 468  | 425  | 489  | 509  | 553  | 528  | 506  |

| 1856 | 1861 | 1866 | 1872 | 1876 | 1881 | 1886 | 1891 | 1896 |
| ---- | ---- | ---- | ---- | ---- | ---- | ---- | ---- | ---- |
| 517  | 523  | 527  | 569  | 605  | 636  | 765  | 722  | 701  |

| 1901 | 1906 | 1911  | 1921 | 1926 | 1931  | 1936 | 1946  | 1954  |
| ---- | ---- | ----- | ---- | ---- | ----- | ---- | ----- | ----- |
| 903  | 782  | 1 172 | 922  | 913  | 1 016 | 911  | 1 180 | 1 577 |

| 1962  | 1968  | 1975  | 1982  | 1990  | 1999  | 2006  | 2007  | 2012  |
| ----- | ----- | ----- | ----- | ----- | ----- | ----- | ----- | ----- |
| 2 172 | 2 054 | 1 619 | 1 527 | 1 322 | 1 260 | 1 284 | 1 286 | 1 209 |

| 2017  | 2022  | - | - | - | - | - | - | - |
| ----- | ----- | - | - | - | - | - | - | - |
| 1 139 | 1 101 | - | - | - | - | - | - | - |

## Jumelages

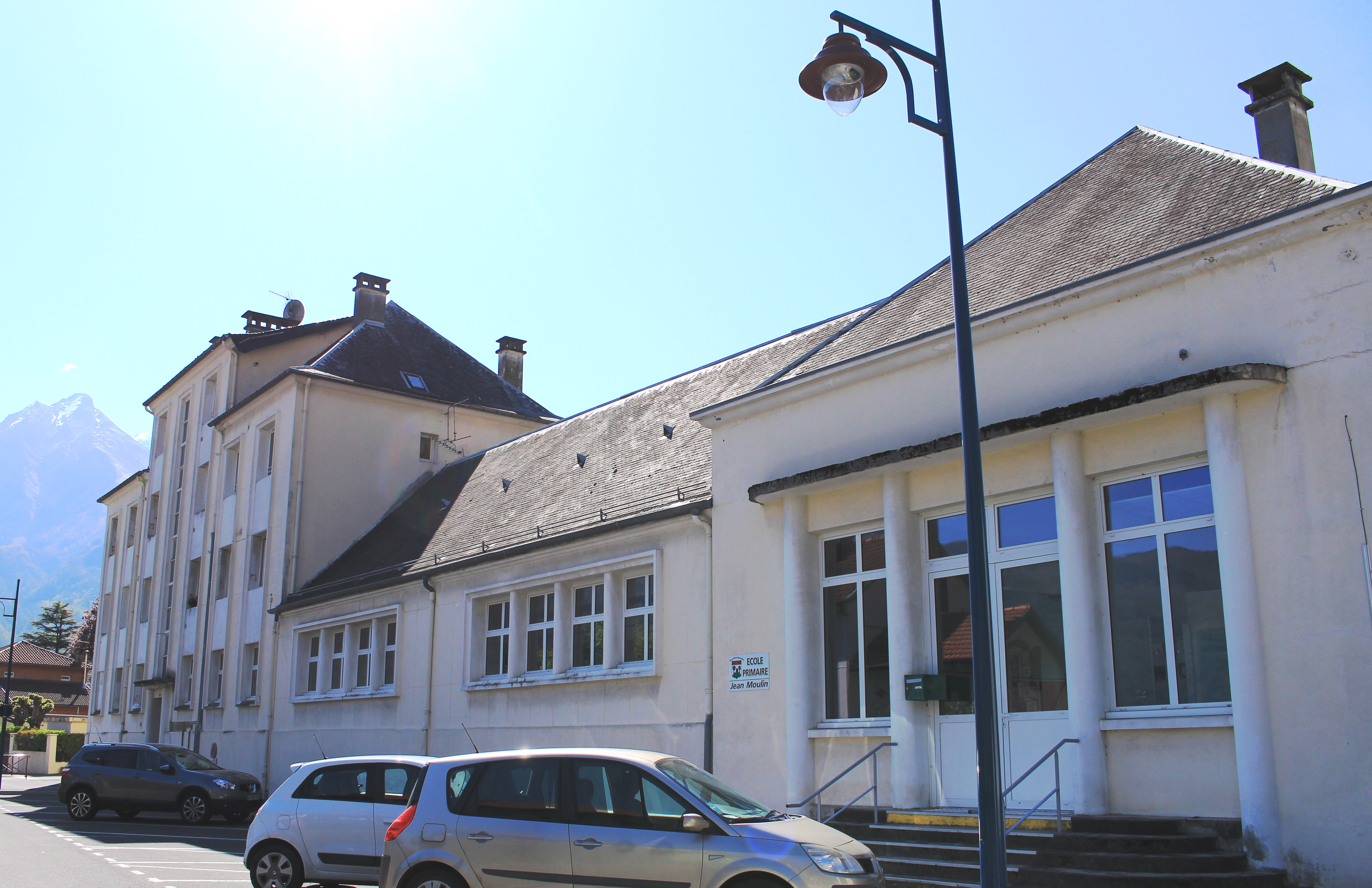
L'école primaire en 2021.

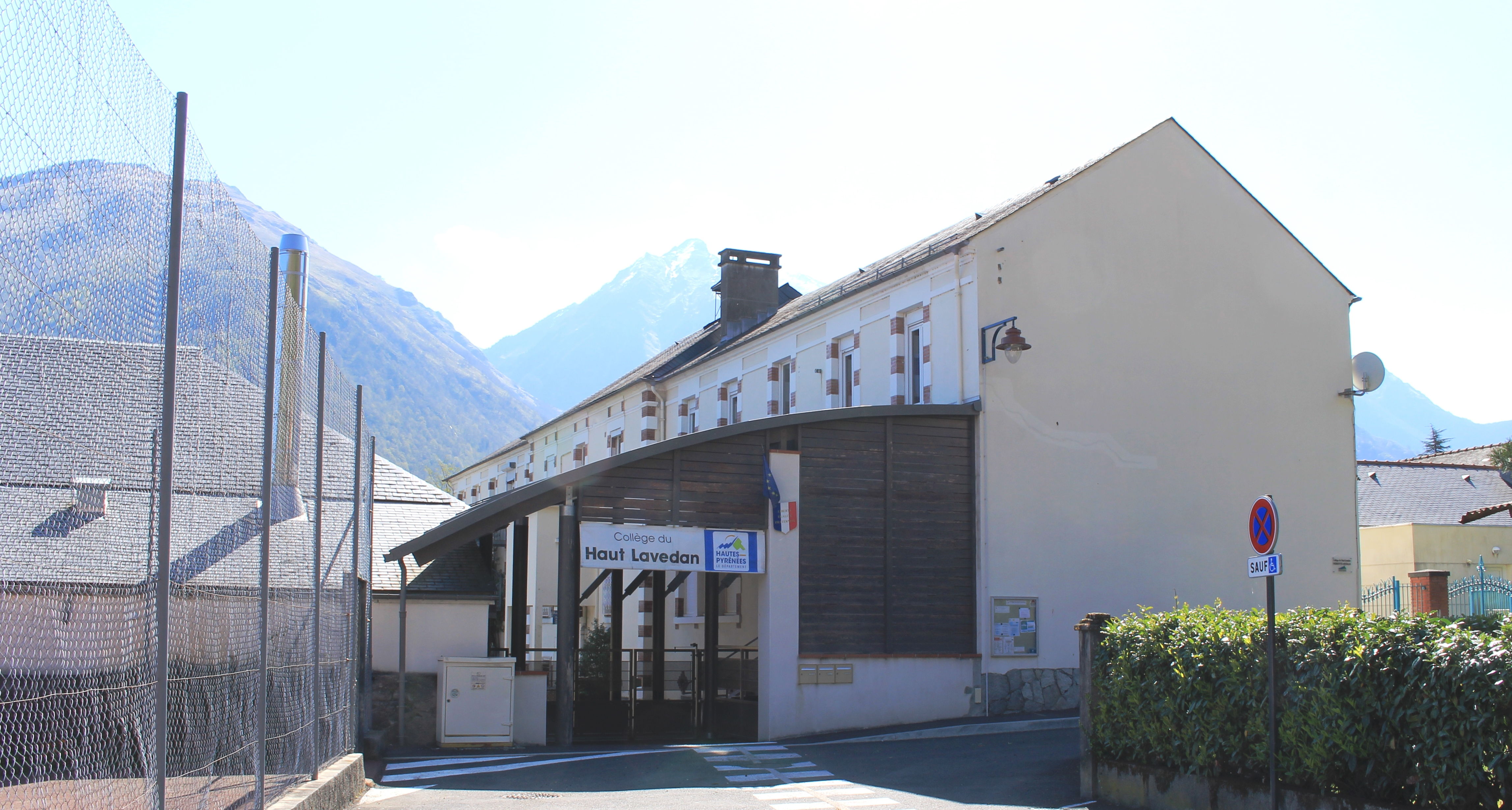
Le collège du Haut-Lavedan en 2021.

Depuis 2016, Pierrefitte-Nestalas est jumelée à la commune de Froidfond, en Vendée.
- Pour l'occasion, la municipalité vendéenne a baptisé sa nouvelle salle des sports et des associations : Salle Pierrefitte-Nestalas[53].
- Le 31 août 2019, une Esplanade Froidfond a été inaugurée à Pierrefitte-Nestalas, elle est située face à la gare[54].

### Enseignement

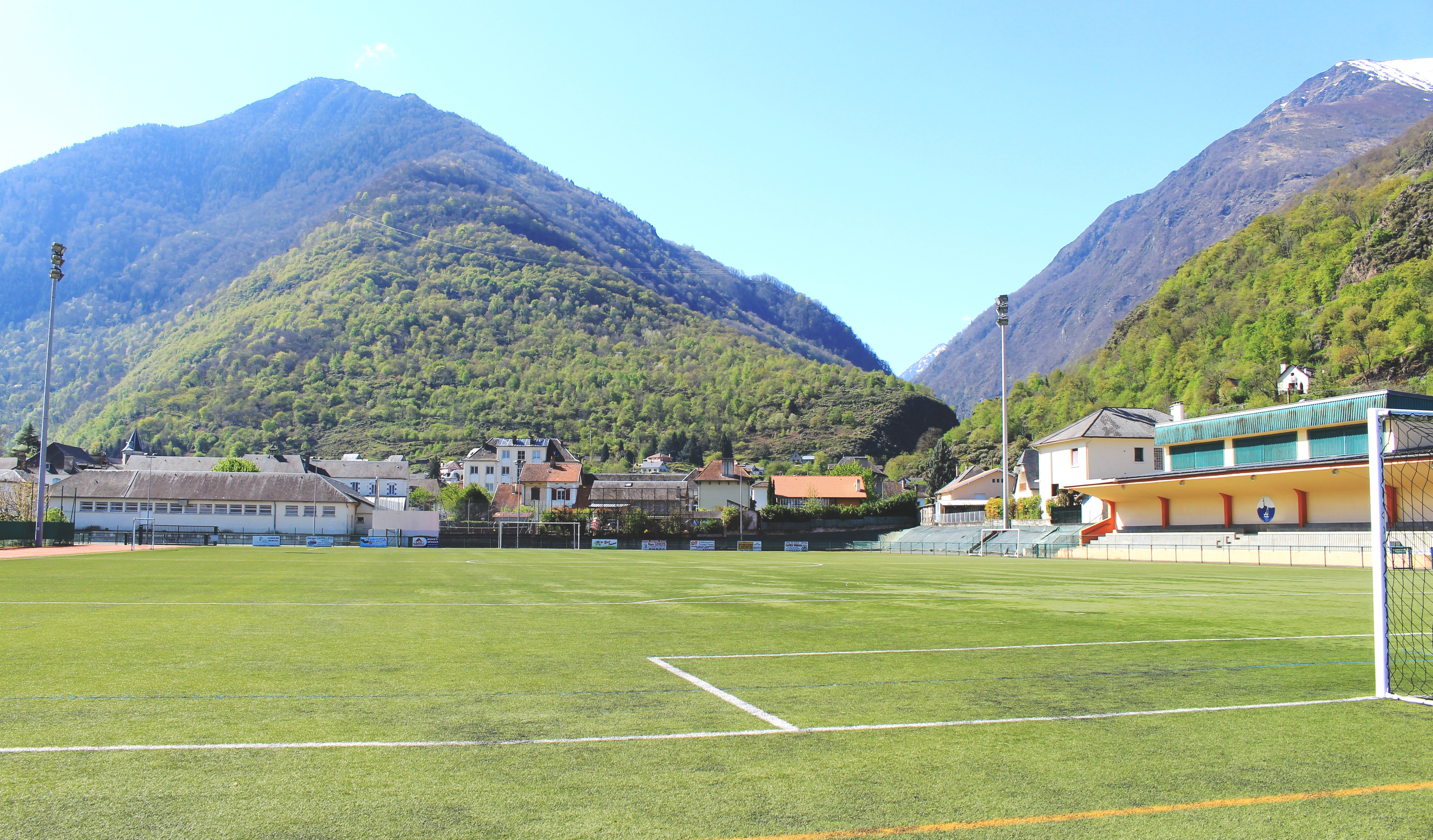
Le stade de football en 2021.

### Sports
La commune est traversée par la voie verte des Gaves.

## Économie

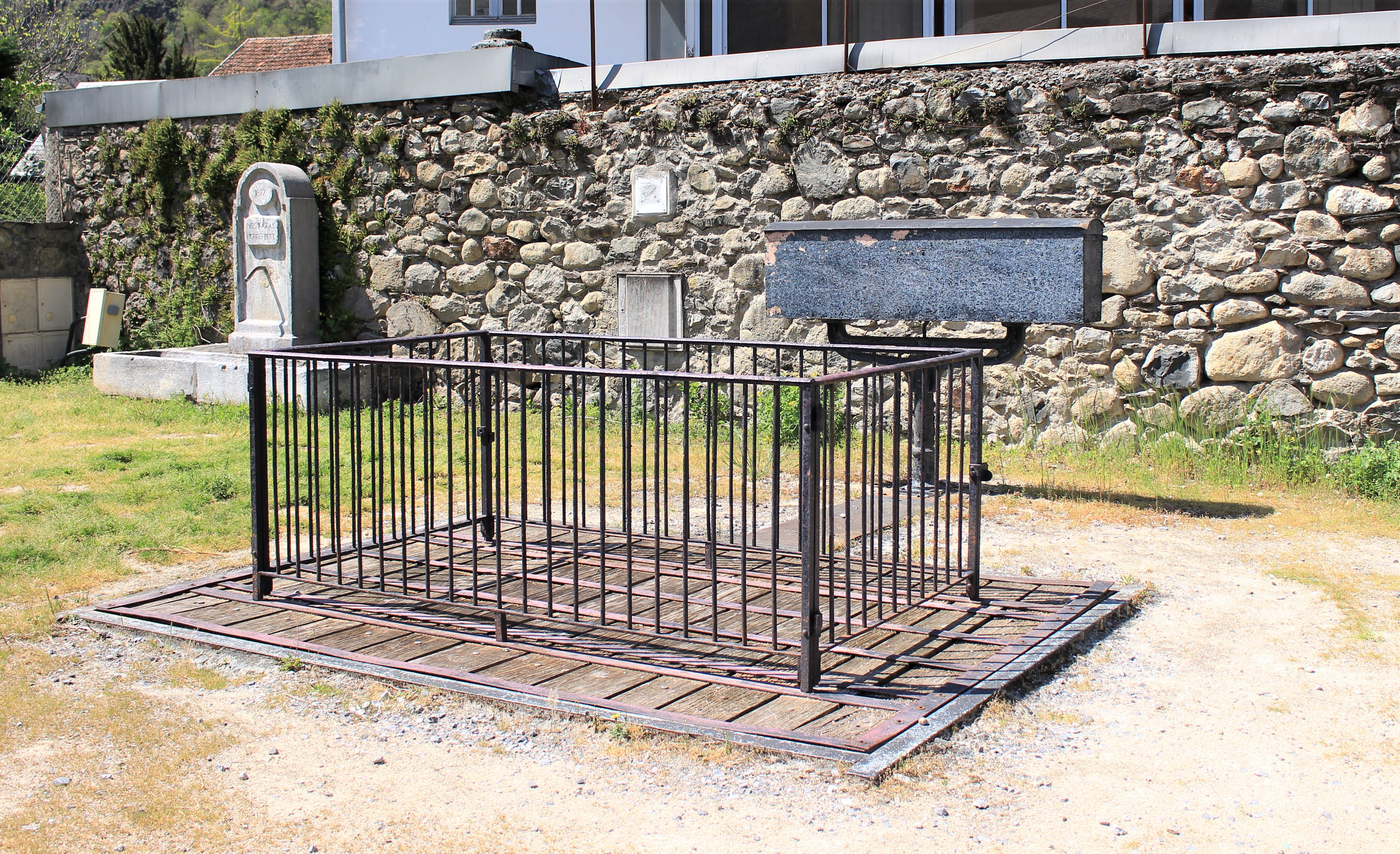
L'ancienne bascule en 2023.

### Revenus
En 2018, la commune compte 561 ménages fiscaux, regroupant 1 108 personnes. La médiane du revenu disponible par unité de consommation est de 19 150 € (20 420 € dans le département).

### Emploi
|                | 2008  | 2013  | 2018  |
| -------------- | ----- | ----- | ----- |
| Commune        | 6,3 % | 8 %   | 11 %  |
| Département    | 7,7 % | 9,4 % | 9,8 % |
| France entière | 8,3 % | 10 %  | 10 %  |

En 2018, la population âgée de 15 à 64 ans s'élève à 640 personnes, parmi lesquelles on compte 75,7 % d'actifs (64,7 % ayant un emploi et 11 % de chômeurs) et 24,3 % d'inactifs,. En  2018, le taux de chômage communal (au sens du recensement) des 15-64 ans est supérieur à celui du département et de la France, alors qu'en 2008 la situation était inverse.
La commune fait partie de la couronne de l'aire d'attraction d'Argelès-Gazost, du fait qu'au moins 15 % des actifs travaillent dans le pôle,. Elle compte 482 emplois en 2018, contre 496 en 2013 et 566 en 2008. Le nombre d'actifs ayant un emploi résidant dans la commune est de 415, soit un indicateur de concentration d'emploi de 116,1 % et un taux d'activité parmi les 15 ans ou plus de 49,5 %.
Sur ces 415 actifs de 15 ans ou plus ayant un emploi, 140 travaillent dans la commune, soit 34 % des habitants. Pour se rendre au travail, 79,2 % des habitants utilisent un véhicule personnel ou de fonction à quatre roues, 2,4 % les transports en commun, 11,4 % s'y rendent en deux-roues, à vélo ou à pied et 6,9 % n'ont pas besoin de transport (travail au domicile).

## Culture locale et patrimoine

### Lieux et monuments
- L'église Saint-Pierre de Nestalas dédiée à saint Pierre daterait du XIe ou XIIe siècle mais a été profondément remaniée au XVe ou XVIe siècle, période où sont édifiés le clocher et les chapelles latérales. Elle est inscrite au titre des monuments historiques depuis 1942[55].
- La nouvelle église paroissiale Saint-Pierre de Pierrefitte-Nestalas, plus vaste, a été construite au XXe siècle. Elle recèle un ancien bénitier sculpté au XVIe siècle provenant de l'église de Nestalas, objet classé au titre des monuments historiques depuis 1993[56].
- Gare de Pierrefitte-Nestalas (fermée et désaffectée), elle était desservie par la ligne de Lourdes à Pierrefitte-Nestalas, réaffectée en voie verte après sa fermeture, ainsi qu'à Cauterets et Luz-Saint-Sauveur (tramway Pierrefitte – Cauterets – Luz, dont la branche vers Cauterets a elle aussi été transformée en voie verte).
- Un aquarium tropical présente plus de 240 espèces de poissons d'eau douce ou marins[57].
- Lavoirs.

Sélection de vues diverses
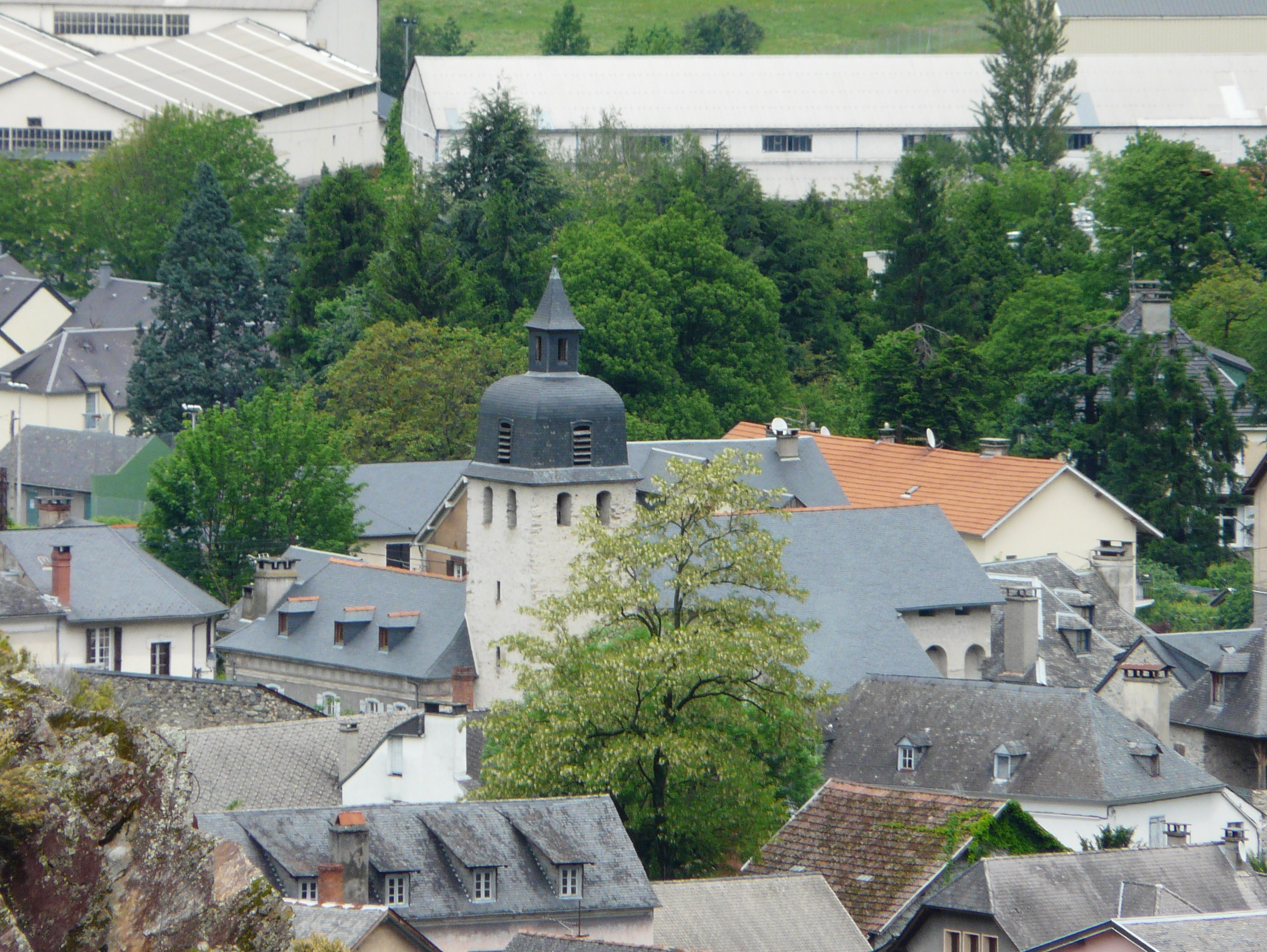
L'église Saint-Pierre de Nestalas.
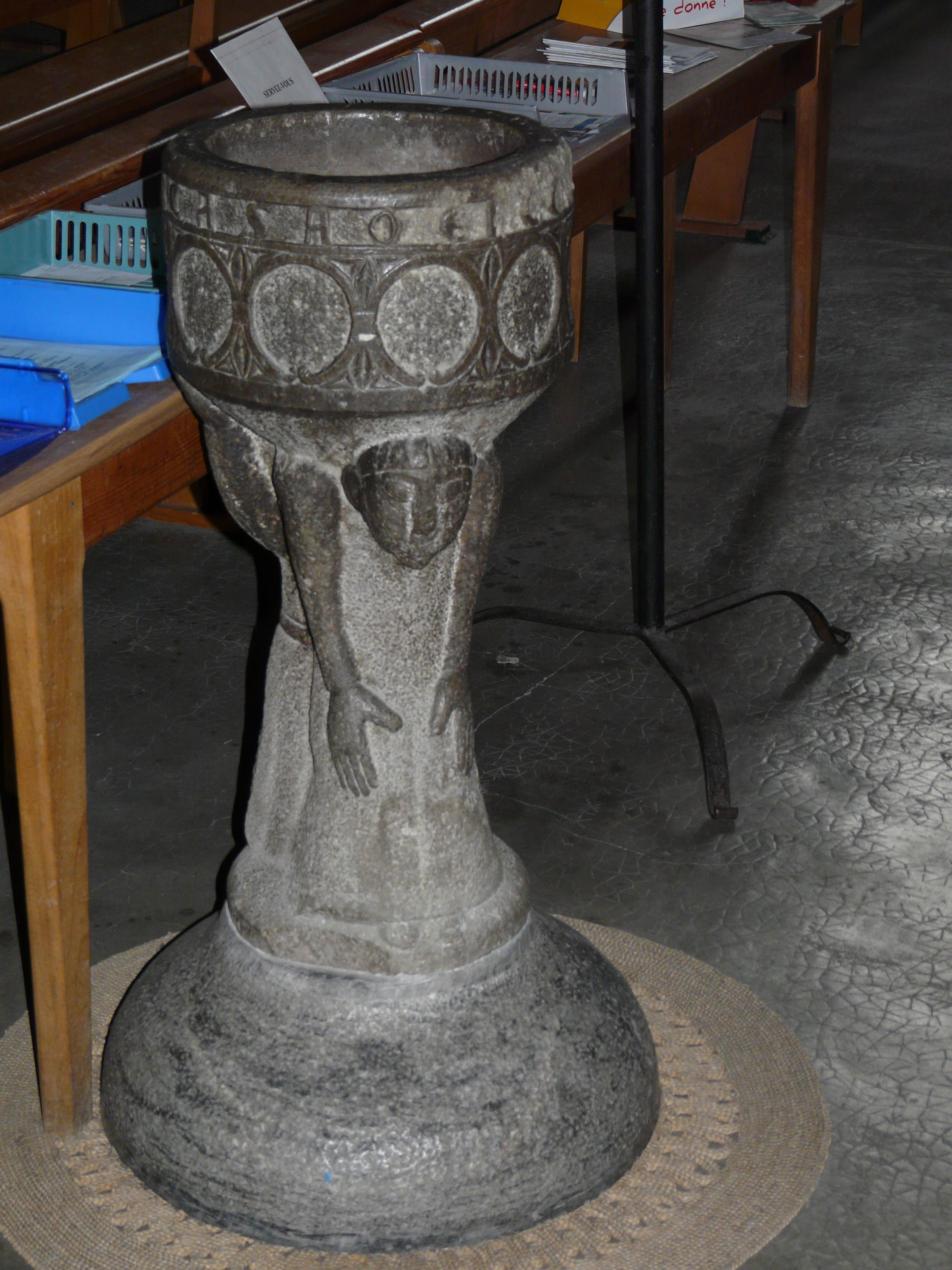
Le bénitier de Nestalas.
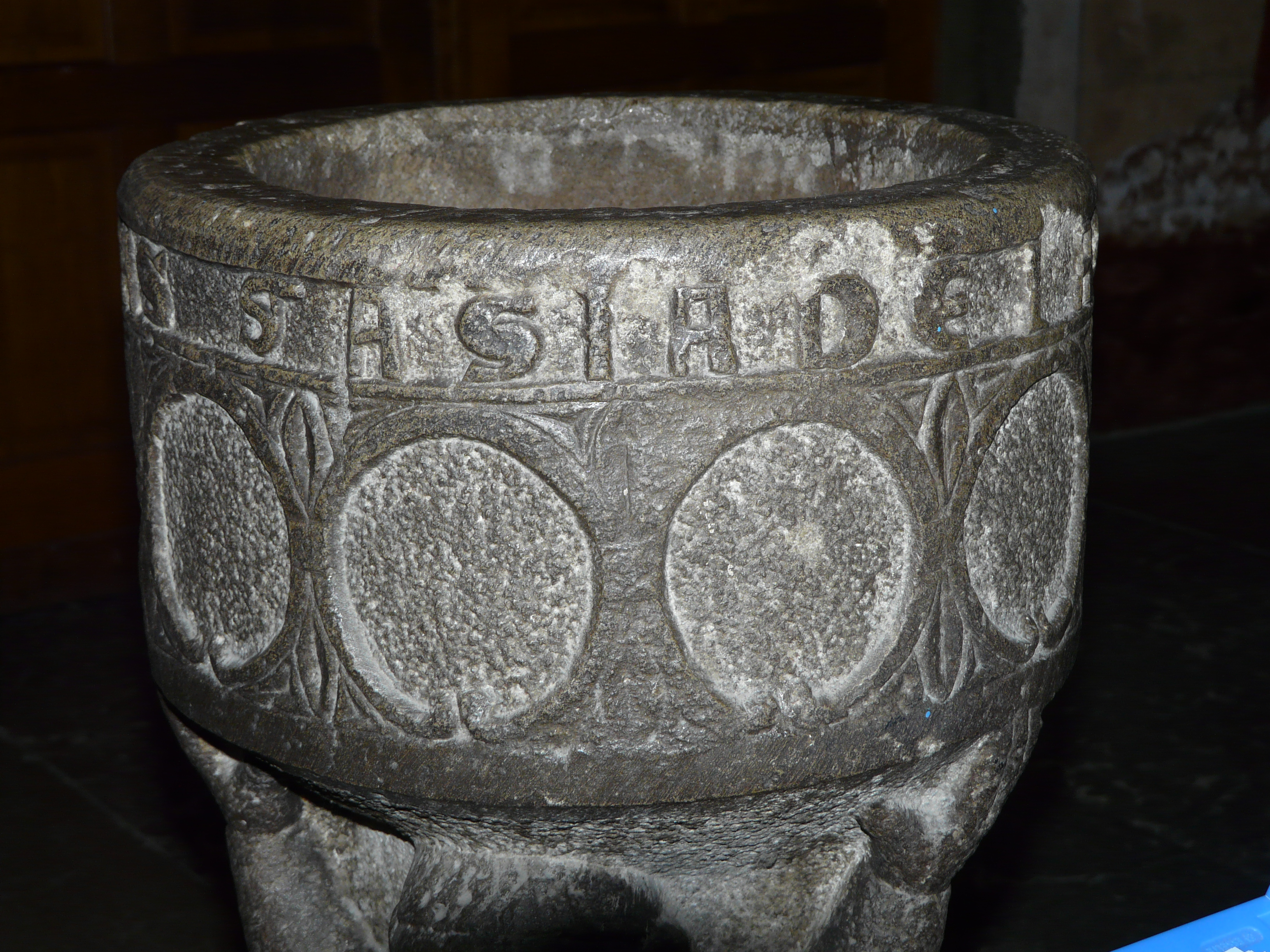
Détail du bénitier.
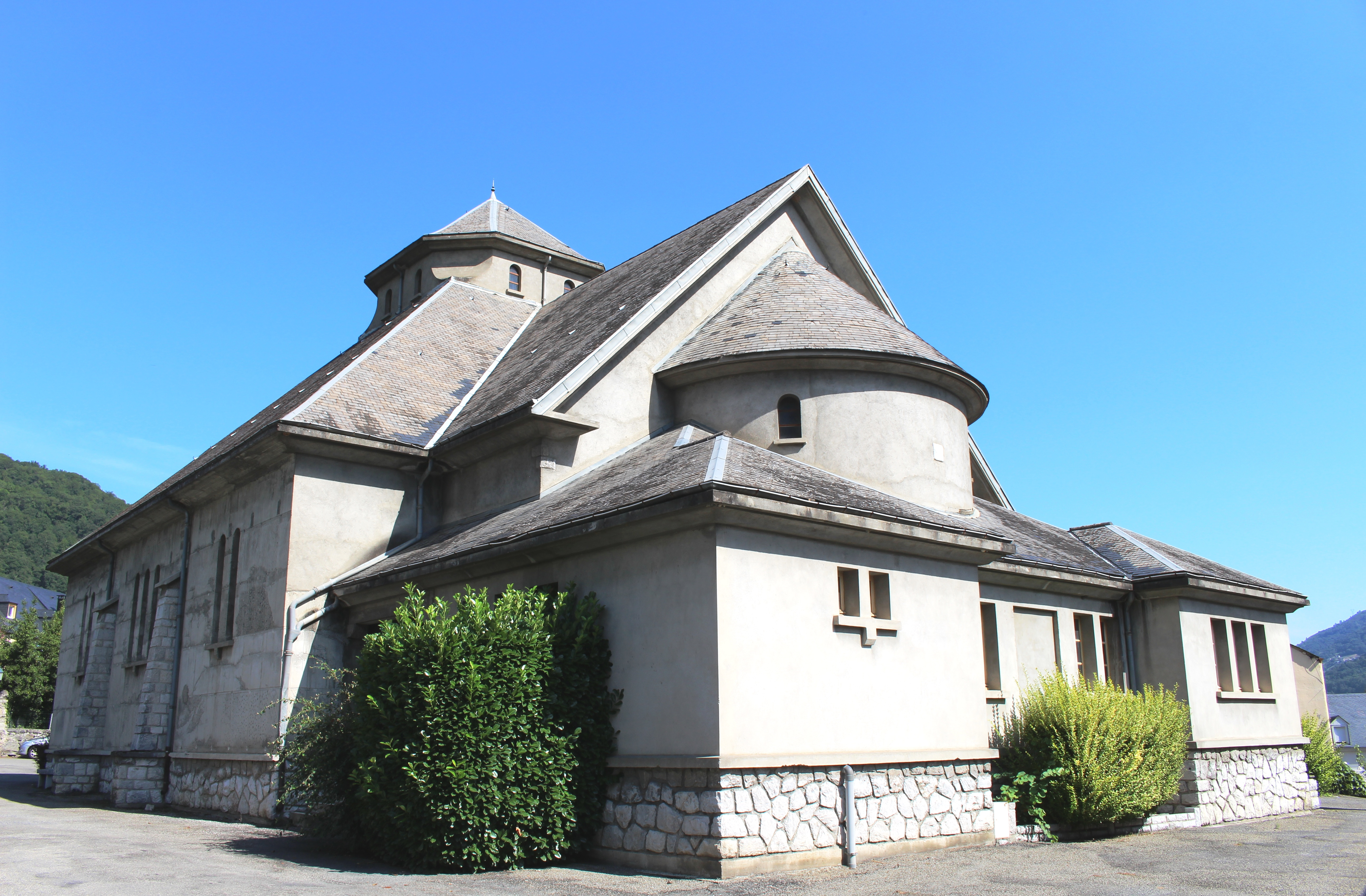
La chapelle Saint-Pierre.
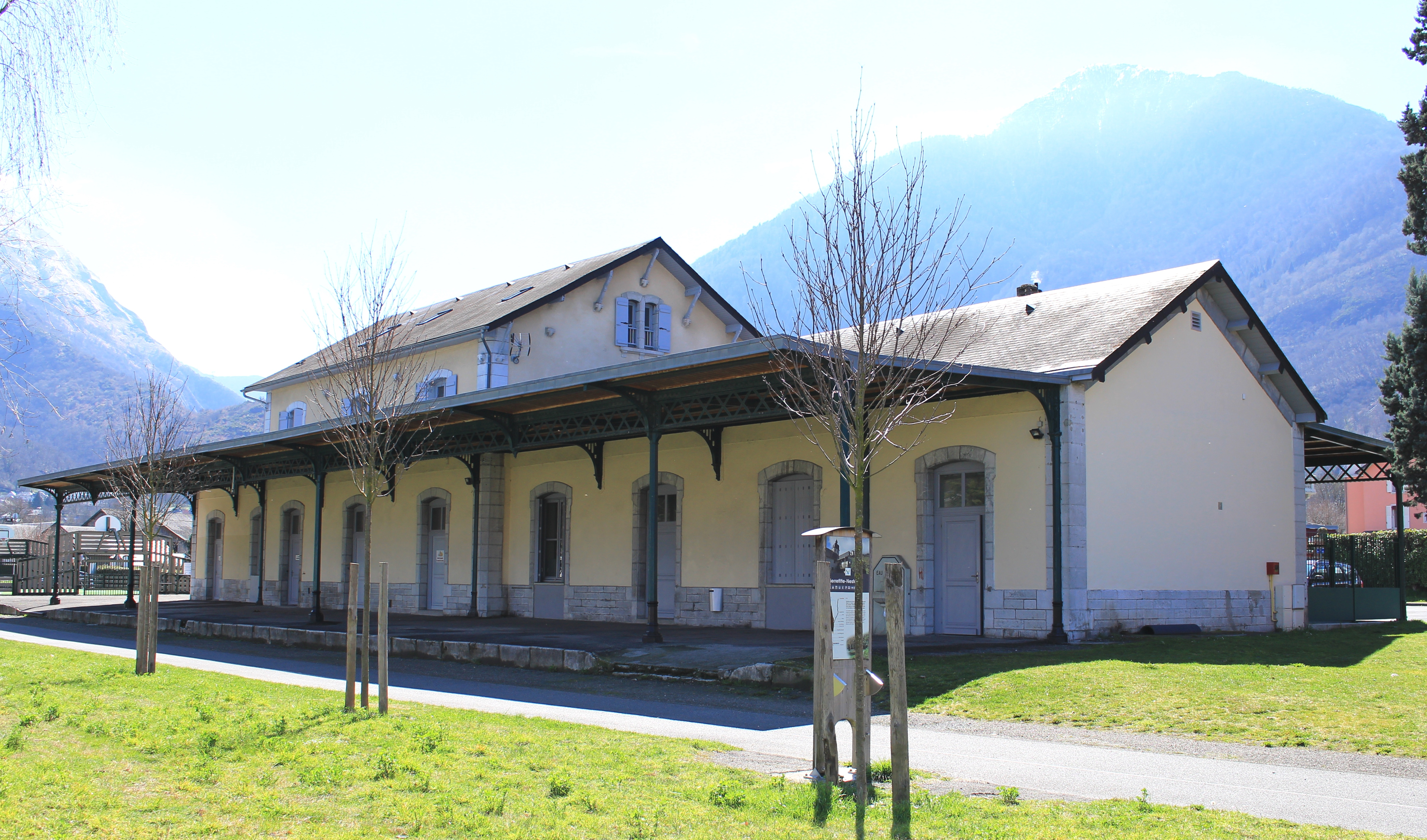
La gare.
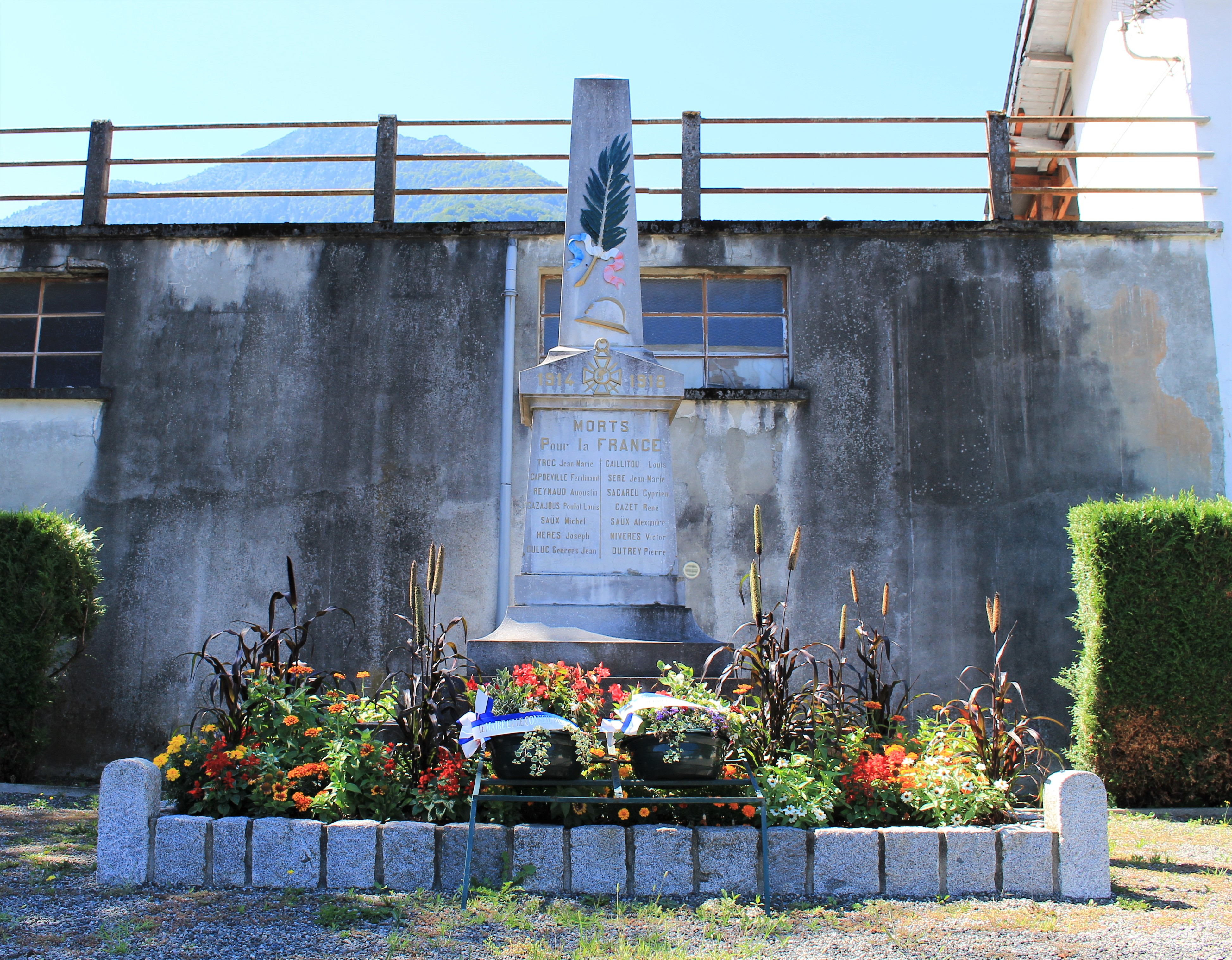
Le monument aux morts.
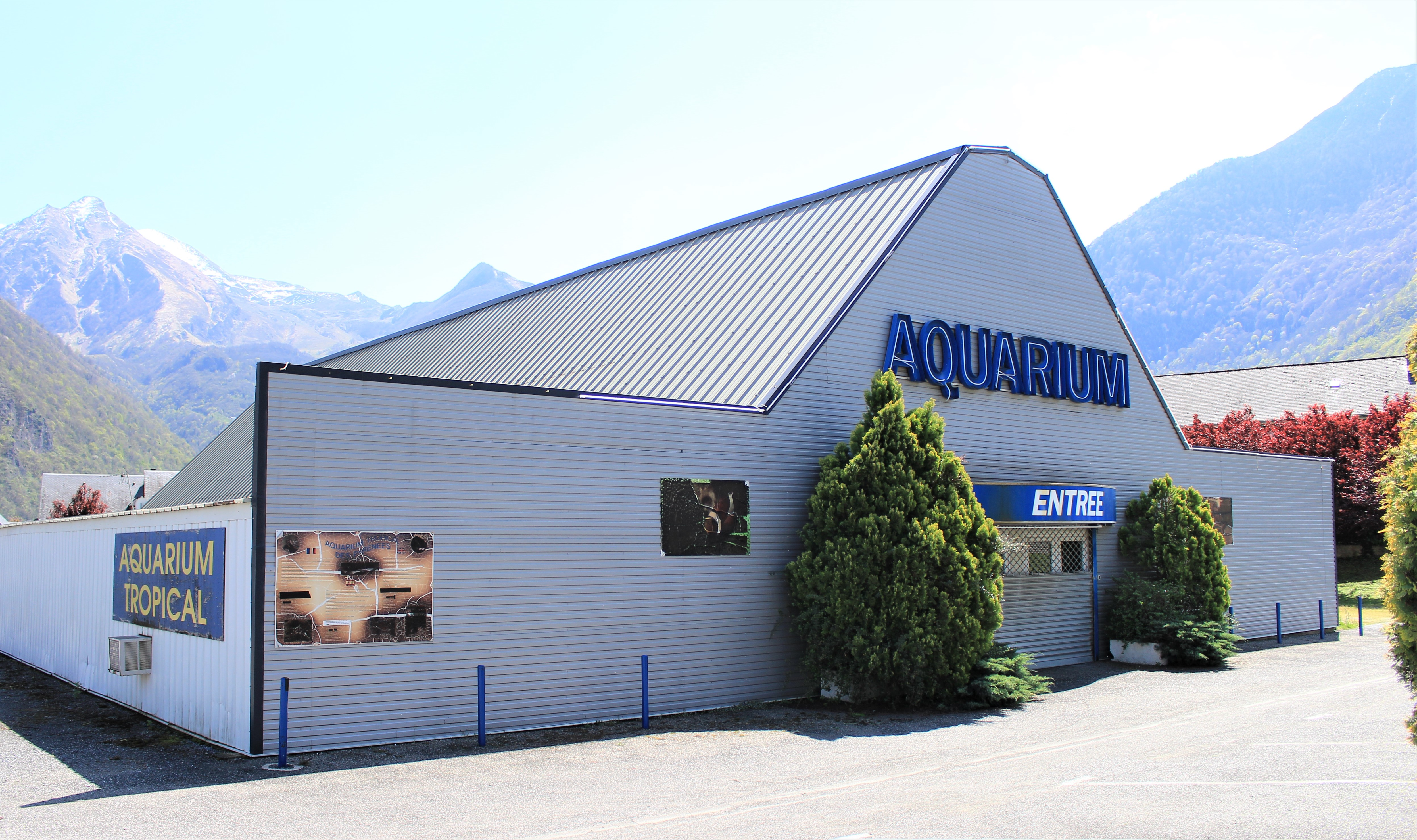
L'ancien aquarium.
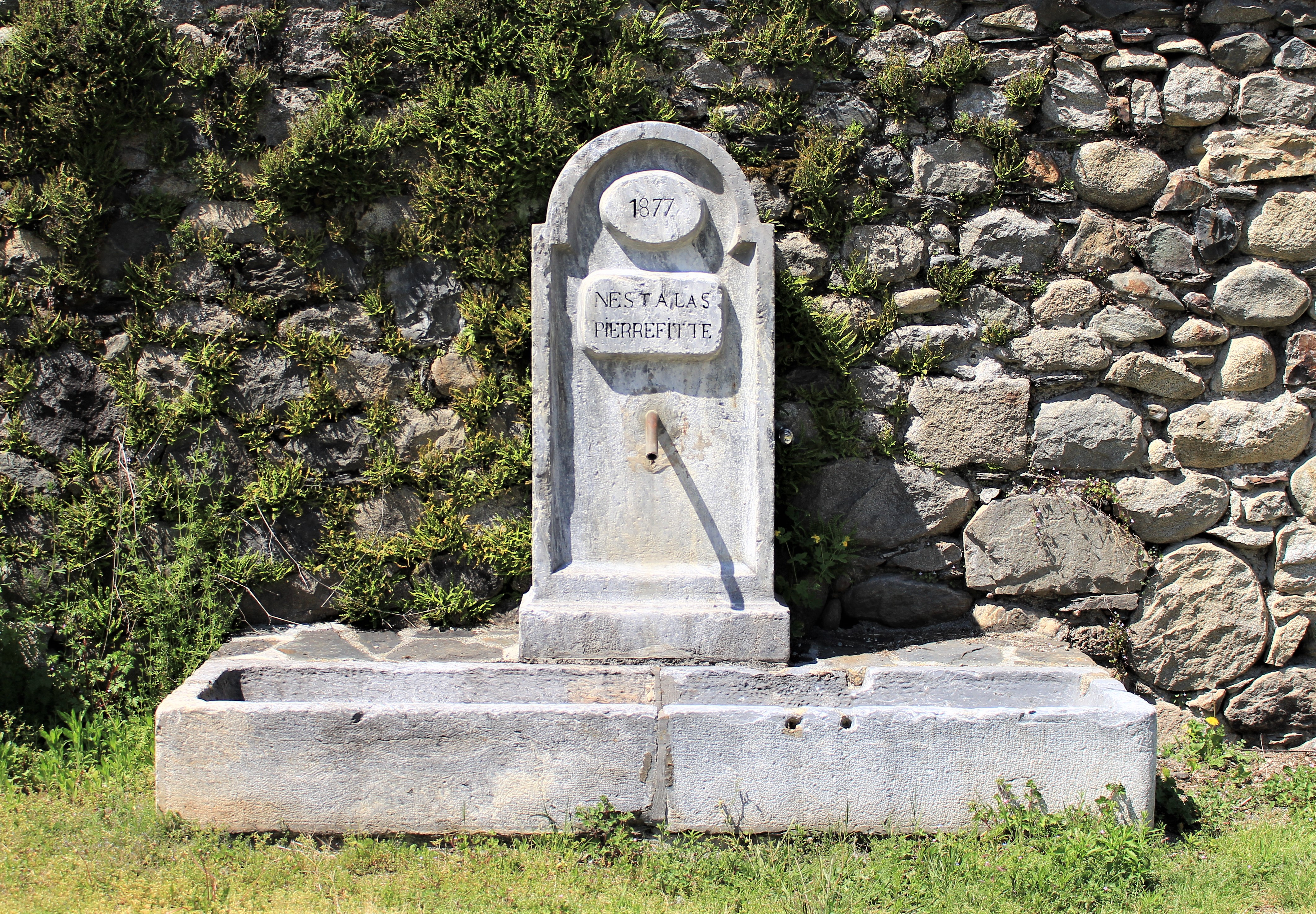
Une fontaine.

Sélection de vues des lavoirs.
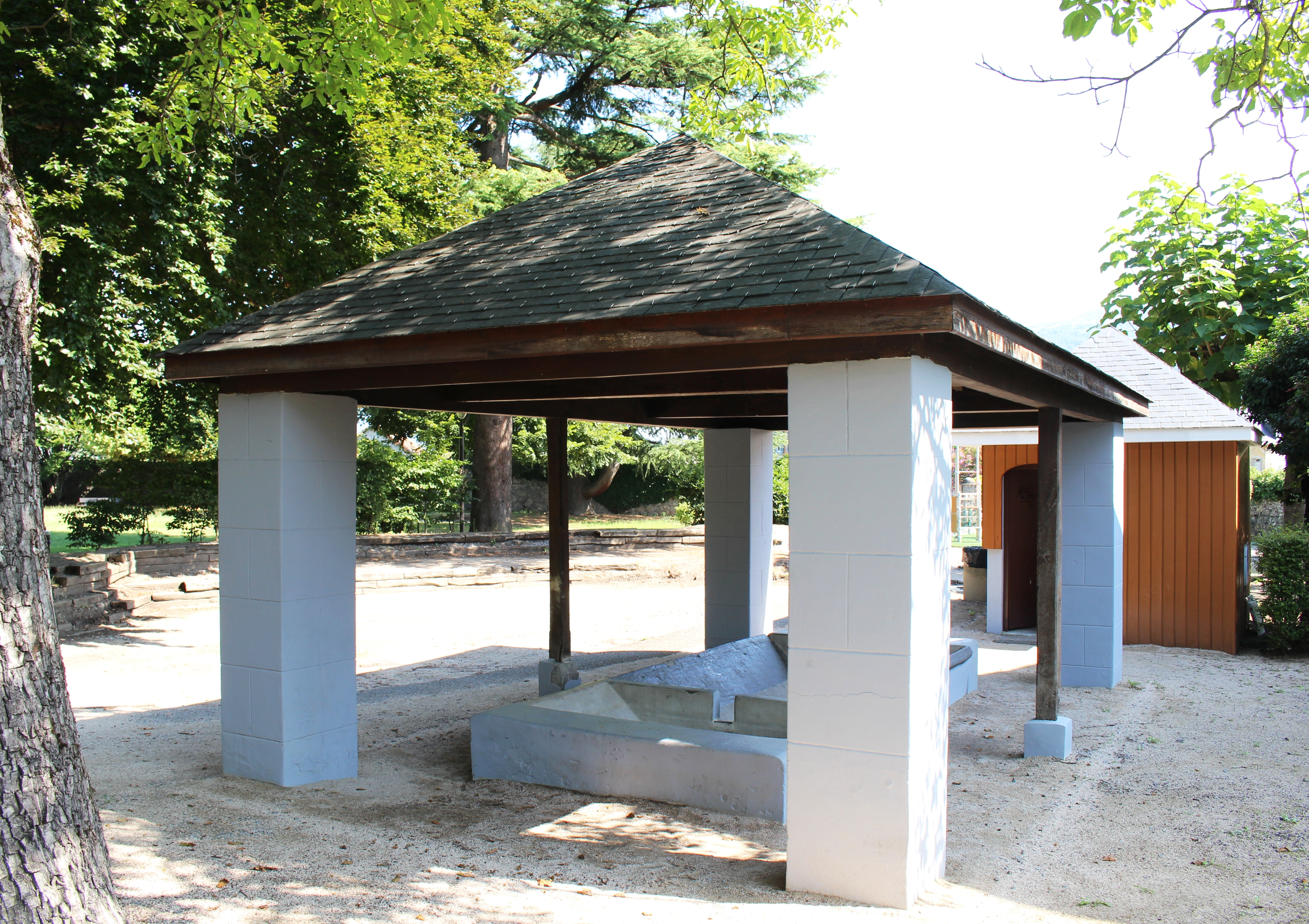
Le lavoir de la mairie.
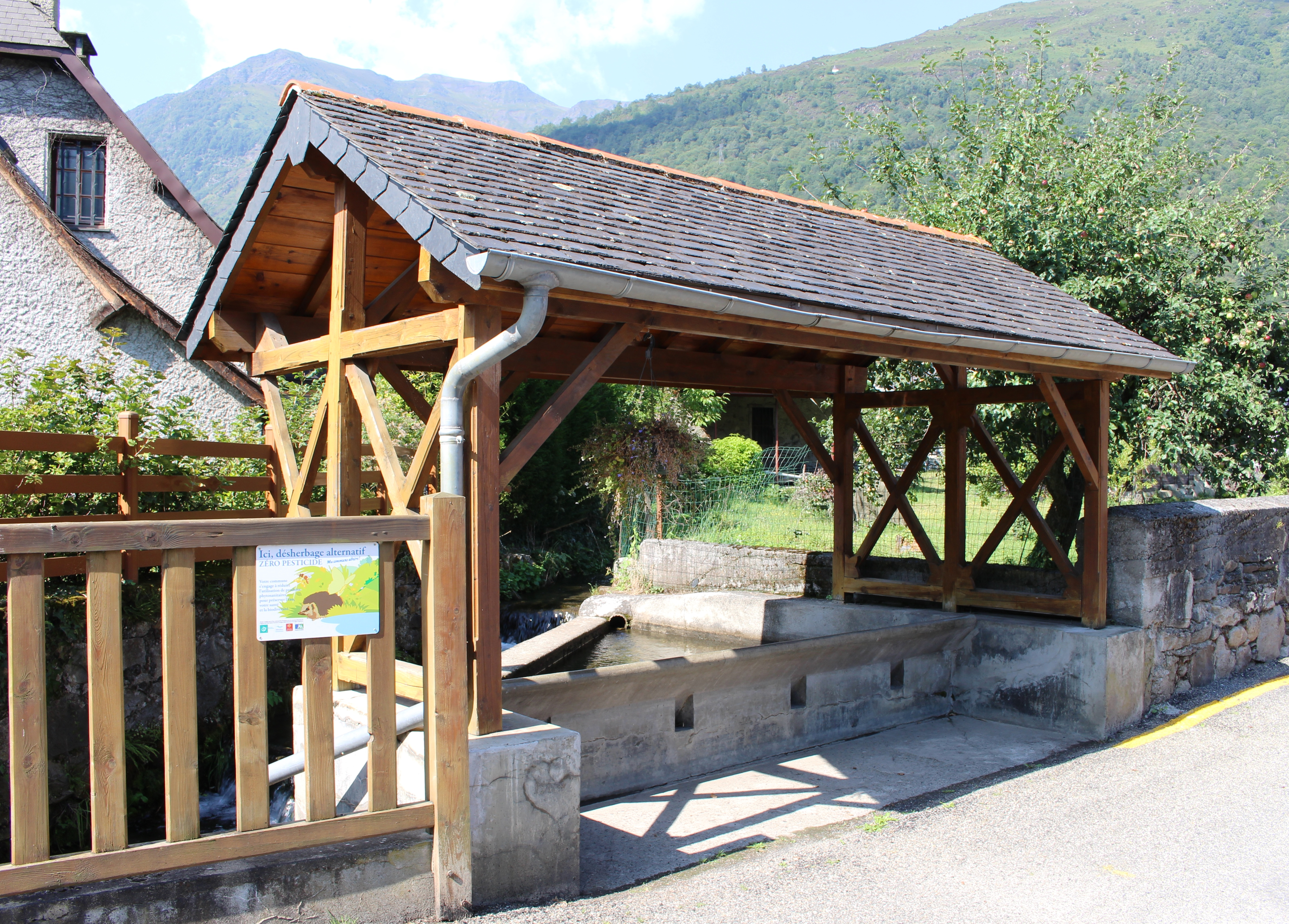
Le lavoir de la Rue Calmette.
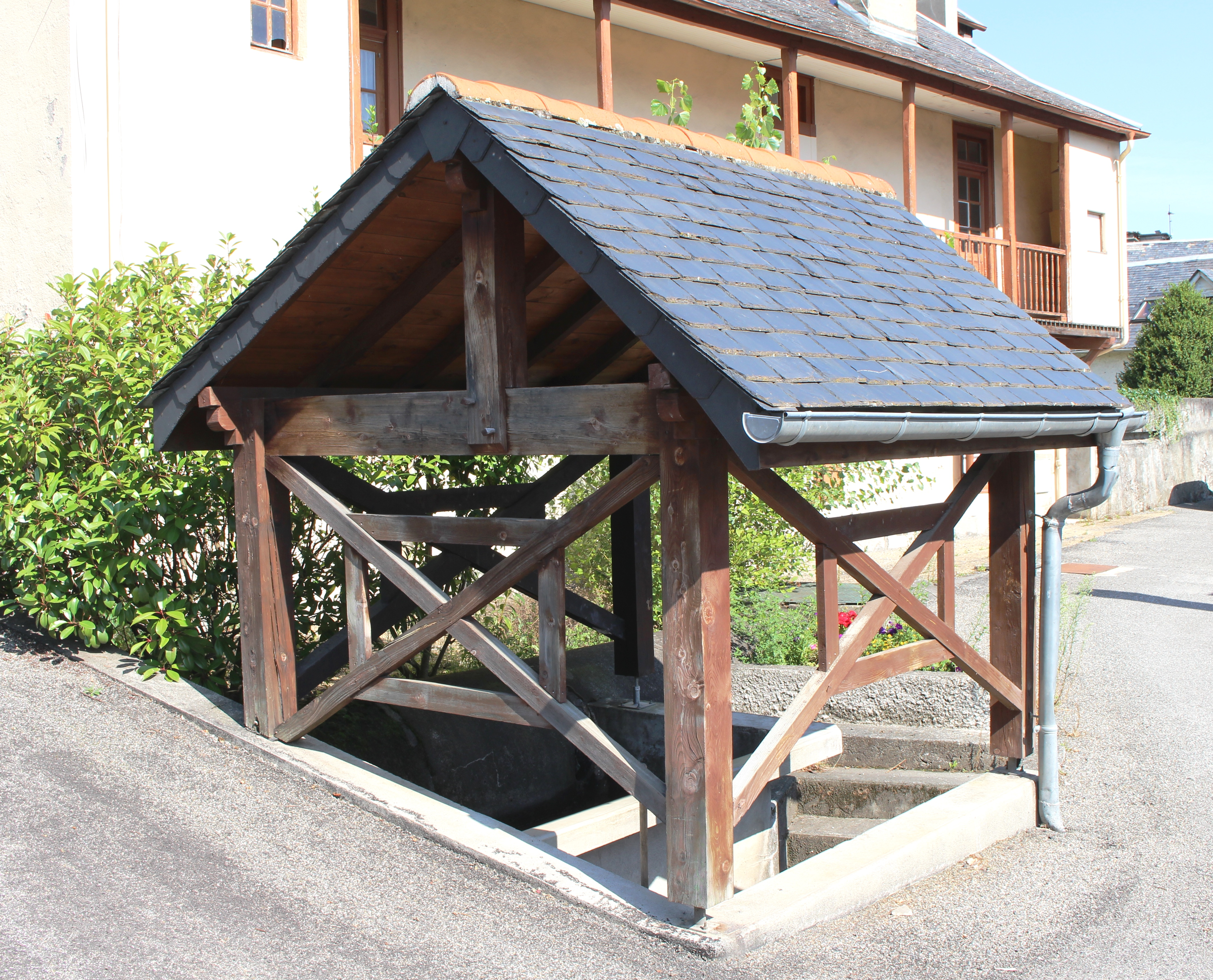
Le lavoir de l'Église.

### Personnalités liées à la commune
- Georges Ledormeur (1867-1952), pyrénéiste ;
- Gaston Lalanne (1872-1957), homme politique, maire de Hagetmau, député des Landes de 1911 à 1914 et de 1919 à 1932.
- Émile Daru (1877-1965), écrivain, journaliste et professeur.

### Héraldique
| Blason | Blasonnement : D'argent au mont de sinople sommé d'une peyrehitte (rocher) de sable accostée de deux noyers aussi de sinople, au chef de gueules chargé d'une fleur de lys d'or accostée de deux corneilles afrontées du même. Commentaires : ce blason est officiel (vérifié auprès de la mairie). |

## Anecdotes
C'est à partir du minerai de blende des mines de Pierrefitte que le Français Paul-Émile Lecoq de Boisbaudran découvrit l'élément chimique no 69 : le gallium, en 1875.